# جامع عقبة بن نافع
جامع عقبة بن نافع أو جامع القيروان الكبير هو مسجد بناه عقبة بن نافع في مدينة القيروان التي أسسها بعد فتح إفريقية (تونس حاليًا) على يد جيشه. كان الجامع حين إنشائه على أغلب الظن بسيطاً صغير المساحة تستند أسقفه على الأعمدة مباشرة، دون عقود تصل بين الأعمدة والسقف. وحرص الذين جددوا بناءه فيما بعد على هيئته العامة، وقبلته ومحرابه، وتوسع وزيد في مساحتهِ عدة مرات ولقي اهتمام الأمراء والخلفاء والعلماء في شتى مراحل التاريخ الإسلامي، حتى أصبح معلماً تاريخياً بارزاً ومهما.
وبناء الجامع في شكلهِ وحجمهِ وطرازهِ المعماري الذي نراه اليوم يعود أساسا إلى عهد
الدولة الأغلبية في القرن الثالث هجري أي القرن التاسع ميلادي وقد تواصلت أعمال الصيانة والتحسينات خصوصا في ظل الحكم الصنهاجي ثم في بداية العهد الحفصي.
ويعتبر المسجد الجامع بالقيروان من أضخم المساجد في الغرب الإسلامي وتبلغ مساحتهُ الإجمالية حوالي 9700 متر مربع، وبقياس ما يقارب 126 متر طولا و 77 متر عرضا، وحرم الصلاة فيهِ واسع ومساحته كبيرة يستند إلى مئآت الأعمدة الرخامية هذا إلى جانب صحن فسيح الأرجاء تحيط بهِ الأروقة ومع ضخامة مساحته يعد أيضا تحفة معمارية وأحد أروع المعالم الإسلامية.

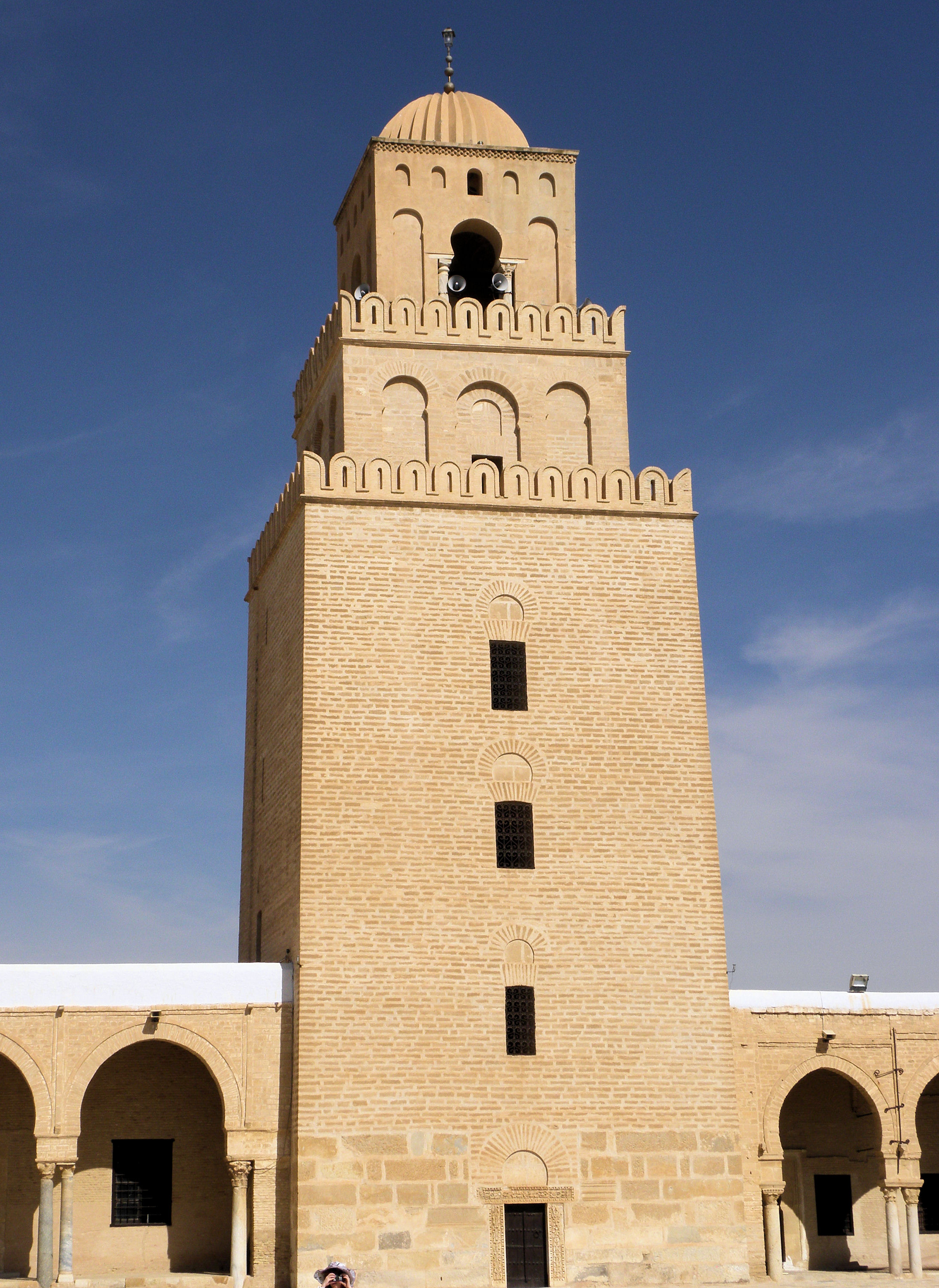
مئذنة جامع عقبة تعد من أقدم المآذن في العالم الإسلامي وهي تتكون من ثلاث طبقات ويصل ارتفاعها إلى 31.5 مترا

جامع القيروان يحتوي على كنوز قيمة فالمنبر يعتبر تحفة فنية رائعة وهو مصنوع من خشب الساج المنقوش ويعتبر أقدم منبر في العالم الإسلامي ما زال محتفظا به في مكانه الأصلي ويعود إلى القرن الثالث للهجرة أي التاسع ميلادي.
كذلك مقصورة المسجد النفيسة التي تعود إلى القرن الخامس هجري أي الحادي عشر ميلادي وهي أيضا
أقدم مقصورة ما زالت محتفظة بعناصرها الزخرفية الأصلية.
الشكل الخارجي للجامع يوحي للناظر أنه حصن ضخم إذ أن جدران المسجد سميكة ومرتفعة وشدت بدعامات واضحة.
ومن آياته أن جمعت بقايا هذه الأمم السالفة لتؤلّف بيتا يذكر فيها اسم الله. وهو ما يضفي على جامع القيروان مسحة إنسانية تؤهّله ليصبح تراثا عالميا قد أسهمت في تشييده حضارات متتالية، وهو يعكس بذلك تاريخ إفريقية على امتداد ثلاثة آلاف سنة. فما من أمير أو خليفة أو سلطان يسعى لجميل الذكر وحسن الخلود ويبتغي ثواب ربه إلا وقد التمس وجها لاعمار هذا الجامع أو ترميمه وتحسين مظهره. فهذا الجامع مرآة ناصعة لتجليات الحضارة العربية الإسلامية في بلادنا.
وجامع القيروان يمثّل الوجه المتألّق للعمارة القيروانية التي ظلّت من أبرز روافد العمارة المغربيّة والأندلسية عبر التاريخ حيث أصبح جامع عقبة بن نافع النموذج السائد والمثال الذي تحتذي به الجوامع المغربيّة عامّة والتونسيّة خاصّة. وتقع القيروان في تونس على بُعد 156 كم من العاصمة تونس. وكلمة القيروان كلمة فارسية دخلت إلى العربية، وتعني مكان السلاح ومحط الجيش أو استراحة القافلة وموضع اجتماع الناس في الحرب.

## تاريخ الجامع

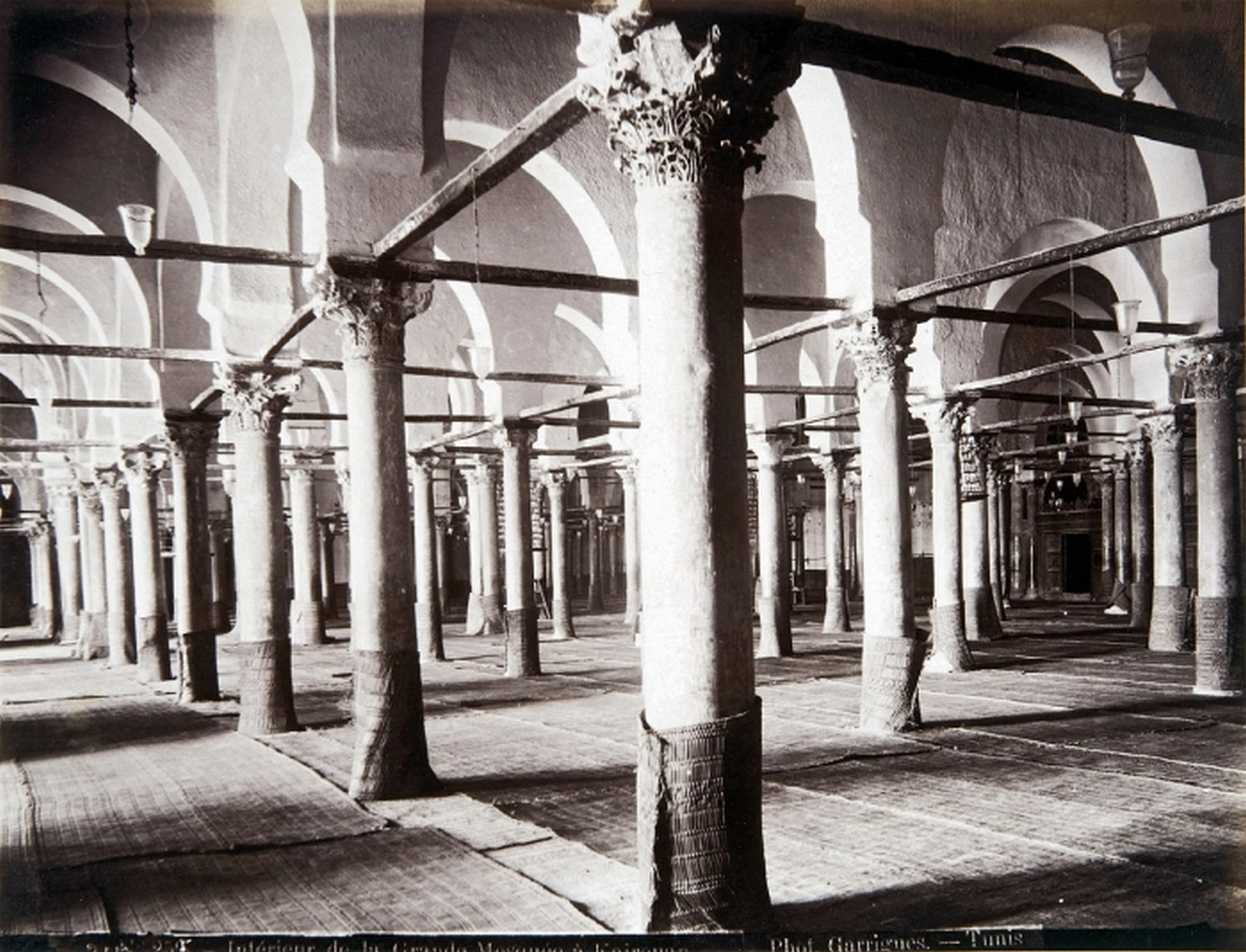
صورة قديمة من عام 1880 لبيت الصلاة في جامع عقبة بن نافع

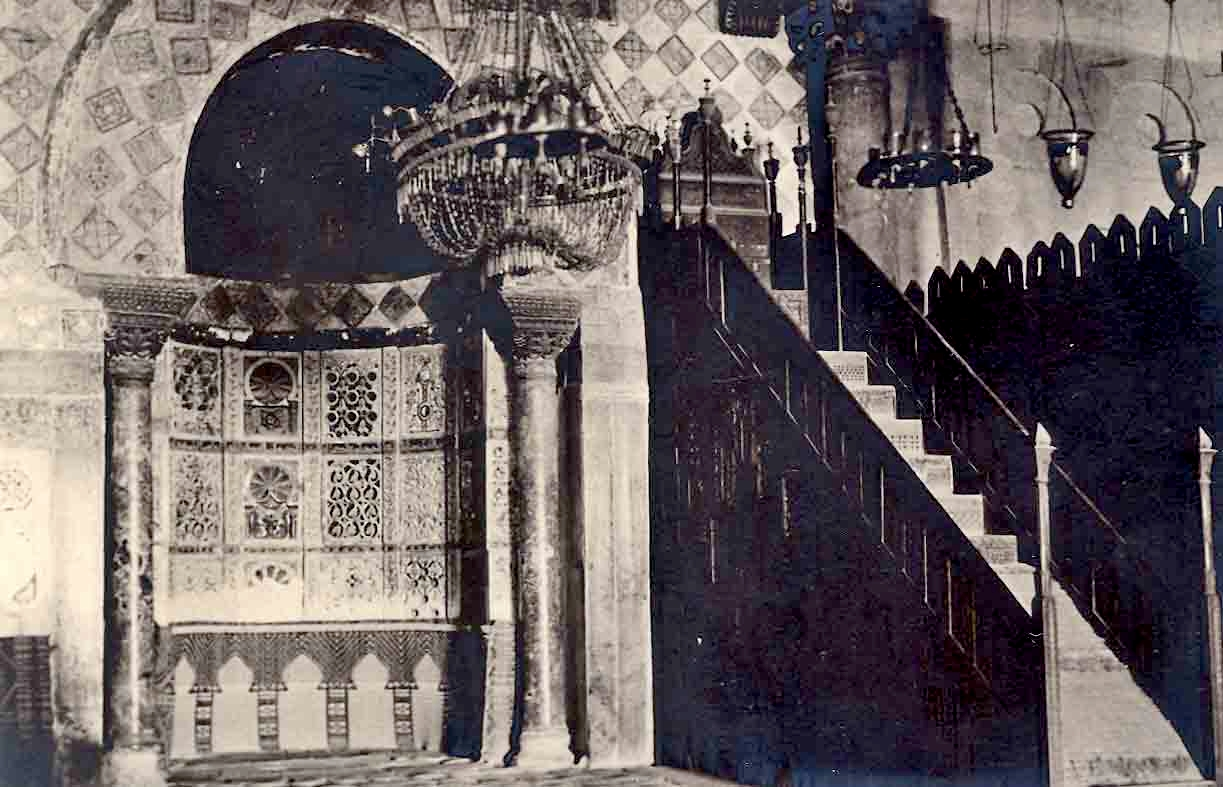
صورة قديمة من عام 1930 لمحراب ومنبر جامع عقبة بن نافع

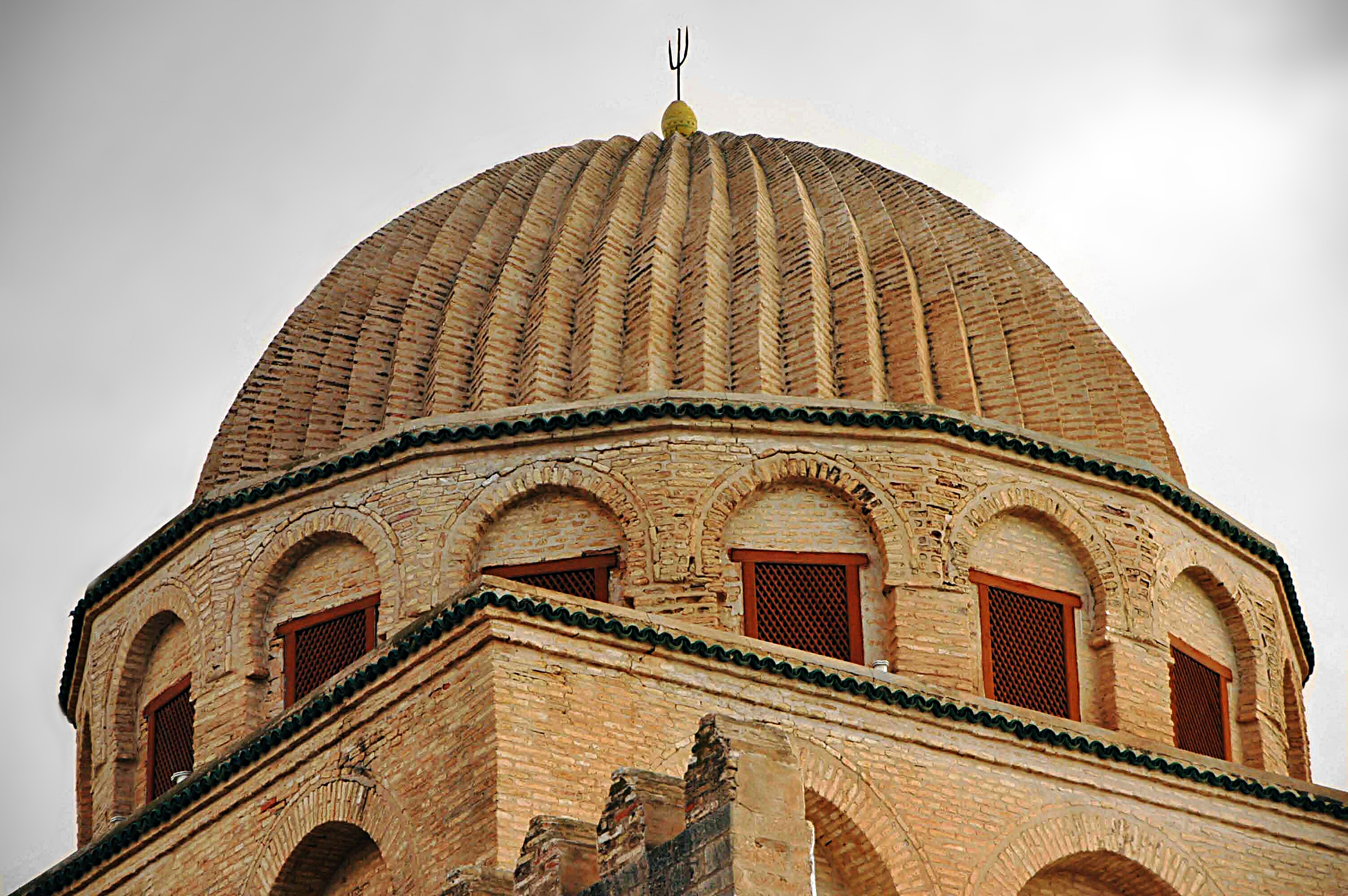
قبة الجامع

مثلما بُنيت مدينة القيروان بعد الفتح الإسلامي لشمال أفريقيا، بُني جامعها الكبير ويسمونه أيضا جامع عقبة بن نافع نسبة للقائد الأموي الذي اخضع القيروان كليا في حملته الثالثة عليها عام 665م. ويقال أن المدينة شيدت على أنقاض حصن للروم ودام بناؤها خمس سنوات انتهى عام 670 م، بعد عام بني الجامع الواقع في الطرف الشمالي من المدينة، فليس «أقدم من المدينة جامعها» كما هو متداول. والحال أنهما الاثنان ولدا في زمن واحد قبل ثلاثة عشر قرنا.
إن من أبرز ما جادت به العبقريّة التونسية عبر العصور: جامع عقبة بن نافع بالقيروان. وهو يعتبر من أروع وأجل مآثر الحضارة العربية الإسلامية في العالم. وقد ظل هذا المعلم الشامخ يبهر الناظرين والدارسين بتناسق عمارته وتآلف عناصره وثراء رصيد الفني وتلألأ أنواره. فمن أعلى صومعته صاح الرسام العالمي بول كلي « Paul Klee » الآن أصبحت رساما وذلك لفرط ما سرى فيه من إحساس بالظل النور. واعتبر الأديب الفرنسي قي دي منبسان الذي زار القيروان في أواخر القرن التاسع عشر جامع عقبة بن نافع من روائع الدنيا لما ينطوي عليه من إبراز للعبقريّة الإسلامية التي استطاعت نحت روحها وعقيدتها الدينية من خلال شتات من المواد الصخرية المتناثرة في إطلال بائدة لأمم غابرة. فالمتأمل في العناصر التي اتّخذت في بناء جامع القيروان يقف على مجموعة فريدة من الأعمدة والتيجان والوسادات المستجلبة من الخرائب الرومانية والبيزنطيّة آثار حضارات تلاشت واندثرت فيتذكر ارم ذات العماد التي لم يخلق مثلها في البلاد وثمود الذين جابوا الصخر بالواد، كل هذه الحضارات انقرضت ولم يبق إلا وجه ربك الواحد الأحد.
أول من جدد بناء الجامع بعد عقبة هو حسان بن النعمان الغساني الذي هدمه كله وأبقى المحراب وأعاد بناءه بعد أن وسعه وقوى بنيانه وكان ذلك في عام 80 هـ.
في عام 105 هـ طلب الخليفة الأموي هشام بن عبد الملك من واليه على القيروان بشر بن صفران أن يزيد في بناء المسجد ويوسعه، فأشترى بشر أرض شمالي المسجد وضمها إليه، وأضاف لصحن المسجد مكانا للوضوء وبنى مئذنة للمسجد في منتصف جداره الشمالي عند بئر تسمى بئر الجنان. وبعدها بخمسين عاما (155 هـ) قام يزيد بن حاتم والي أبي جعفر المنصور على أفريقية بإصلاح وترميم وزخرفة المسجد.
في عام 221 هـ هدم ثاني أمراء الأغلبيين زيادة الله بن الأغلب أجزاء من الجامع لتوسعته كما رفع سقفه وبنى قبة مزخرفة بلوحات رخامية على أسطوانة المحراب. أراد زيادة الله أن يهدم المحراب إلا أن فقهاء القيروان عارضوه وقالوا له: «إن من تقدمك توقفوا عن ذلك لما كان واضعه عقبة بن نافع ومن كان معه». قال بعض المعماريين: «أنا أدخله بين حائطين فيبقى دون أن يظهر في الجامع أثر لغيرك»، فأخذ بهذا الرأي وأمر ببناء محراب جديد بالرخام الأبيض المخرم الذي يطل منه الناظر على محراب عقبة الأساسي.
في عام 248 هـ زين أحمد بن محمد الأغلبي المنبر وجدار المحراب بلوحات رخامية وقرميد خزفي. وفي عام 261 هـ وسع أحمد الأغلبي الجامع وبنى قبة باب البهو وأقام مجنبات تدور حول الصحن. وفي هذه المرحلة يعتقد أن الجامع قد وصل إلى أقصى درجات جماله.
في عام 441 هـ قام المعز بن باديس بترميم المسجد وتجديد بنائه وبنى لهُ مقصورة خشبية لا تزال موجودة إلى يومنا هذا بجانب محراب المسجد. ثم جدد الحفصيون المسجد مرة أخرى بعد الغزوة الهلالية.
جامع عقبة بن نافع بناه القائد عقبة بن نافع (رضي الله عنه) في مدينة القيروان التي أسسها بعد فتح تونس على يد جيشه المقدام.. كان بسيطاً صغير المساحة، تستند أسقفه على الأعمدة مباشرة، دون عقود تصل بين الأعمدة والسقف.
وحرص الذين جددوا بناءه فيما بعد على هيئته العامة، وقبلته ومحرابه، وقد تمت زيادة مساحته كثيراً، ولقي اهتمام الأمراء والخلفاء والعلماء في شتى مراحل التاريخ الإسلامي، حتى أصبح مَعلماً تاريخياً بارزاً ومهماً في تاريخنا العظيم.
الشكل الخارجي للجامع يوحي للناظر أنه حصن ضخم، بسبب جدرانه السميكة والمرتفعة التي شُّدت بدعامات واضحة للعيان.
أول من جدده حسان بن النعمان الغساني سنة 80هـ، فقد هدمه كله وأبقى على المحراب وأعاد بناءه بعد أن وسعه وقوى بنيانه.
وفي عام 105 هـ قام الخليفة الأموي هشام بن عبد الملك بالطلب من واليه على القيروان بشر بن صفران أن يزيد في بناء المسجد ويوسعه، فقام بشر بشراء أرض شمالي المسجد وضمها إليه، وأضاف لصحن المسجد مكاناً للوضوء.
وبنى مئذنة للمسجد في منتصف جداره الشمالي عند بئر تسمى بئر الجنان، وبعدها بخمسين عاماً (155هـ) قام يزيد بن حاتم والي أبو جعفر المنصور على أفريقية بإصلاح وترميم وزخرفة المسجد.
تعتبر مئذنة جامع عقبة من أجمل المآذن التي بناها المسلمون في أفريقيا، تتكون من ثلاث طبقات مربعة الشكل، وفوق الطبقات الثلاث قبة مفصصة، ويصل ارتفاع المئذنة إلى 31.5 متراً.
وتقع في الحائط المواجه لجدار القبلة في أقصى الصحن المكشوف، ويدور بداخلها درج ضيق يرتفع كلما ارتفع المبنى متناسباً مع حجمه، ويضيق كلما ارتفعنا لأعلى.
في المسجد ست قباب وهي: قبة المحراب، وقبة باب البهو، وقبتان تعلوان مدخل بيت الصلاة، وقبة تعلو المجنبة الغربية للمسجد، وقبة في أعلى المئذنة.
لذلك فهو تحفة فنية نادرة الوجود، تدل على عظمة أجدادنا في فن العمار الهندسي الرائع.

## مقاييس الجامع

رؤى ثلاثية الأبعاد لجامع عقبة

المسجد اليوم لا يزال يحتفظ بمقاييسه الأولى التي كان عليها أيام إبراهيم بن أحمد الاغلبي، يبلغ طوله 126 متراً وعرضه 77 مترا. وطول بيت الصلاة فيه 70 مترا وعرضه حوالي 38 مترا وصحنه المكشوف طوله 67 وعرضه 56 مترا. ولهذا الصحن مجنبات عرض كل منها نحو ستة أمتار وربع المتر.
يغطي بيت الصلاة ثلث مساحة المسجد تقريبا.
يوحي الجامع للناظر أنه حصن ضخم. إذ أن جدرانه سميكة ومرتفعة وشدت بدعامات واضحة. ويتميّز تخطيط الجامع ببساطته فهو يتكوّن من مستطيل منحرف ومبنى في اتّجاه الطول اقتداء بالجوامع العراقيّة ويبلغ طوله بين 127،6و 125.2 وعرضه بين 78م عند جدار القبلة و71.70م. ويُعَدُّ بذلك من أكبر المساجد الجامعة الباقية في الإسلام، وأعظمها مظهرًا. وأبعاد جامع القيروان تخضع إلى العدد الذهبي 62.1 المتعارف لدى الإغريق ثمّ الرومان من بعدهم. وهذا العدد هو المعتمد في التدليل على حسن تناسق الأبعاد الهندسيّة لمعلم ما وتناغم أحجامه.

## المئذنة والقباب

### المئذنة
تعتبر مئذنة جامع عقبة من أقدم وأجمل المآذن التي بناها المسلمون في أفريقيا. وتعد جميع المآذن التي بنيت بعدها في بلاد المغرب العربي على شاكلتها ولا تختلف عنها إلا قليلا، ومن المآذن التي تشبهها مئذنة جامع صفاقس، ومآذن جوامع تلمسان وأغادير والرباط وجامع القرويين، هذا غير بعض مآذن مساجد الشرق كمئذنة مسجد الجيوشي في مصر.

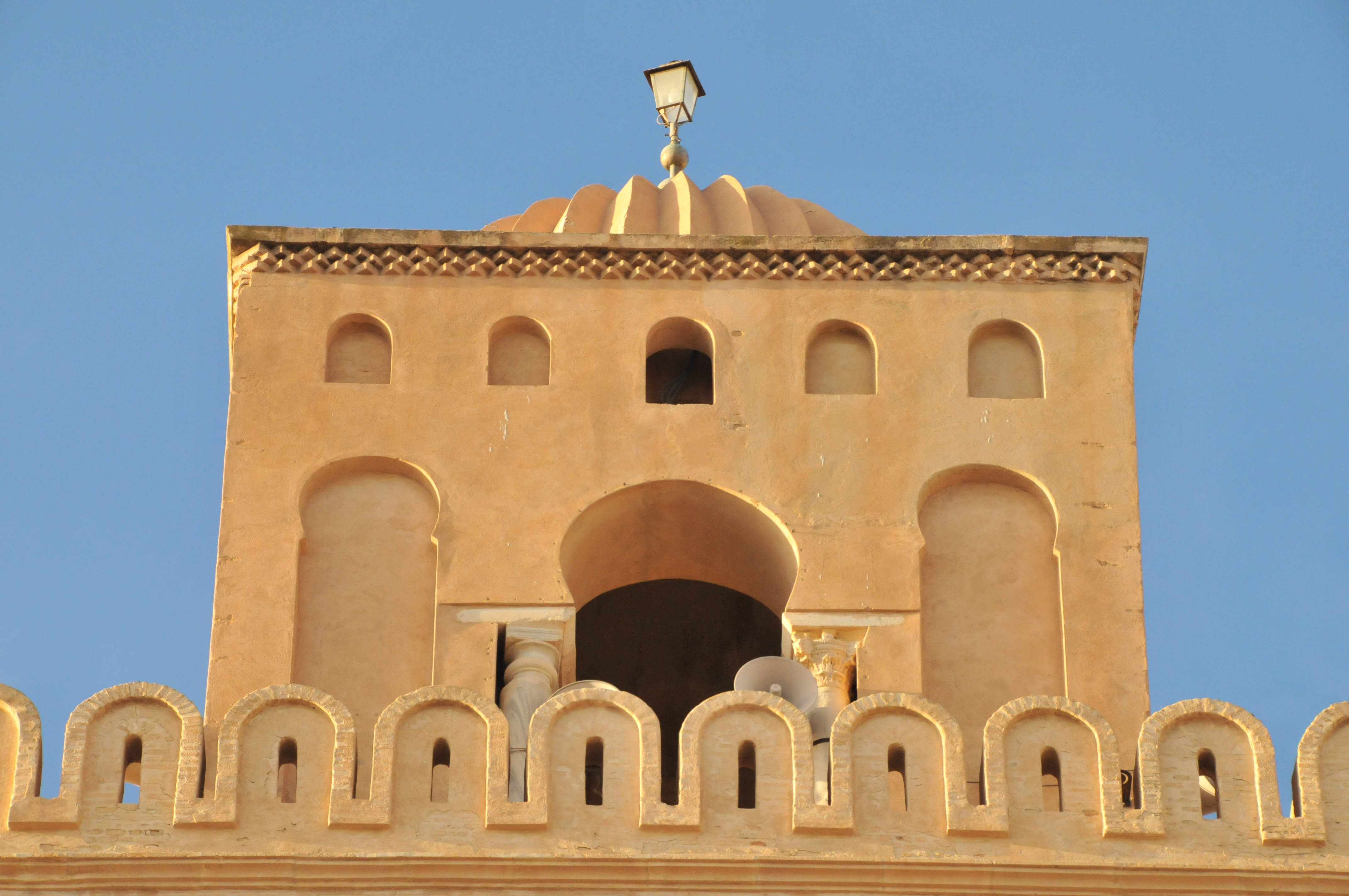
الطابق الثالث من المئذنة

تتكون المئذنة من ثلاث طبقات كلها مربعة الشكل، والطبقة الثانية أصغر من الأولى، والثالثة أصغر من الثانية، وفوق الطبقات الثلاث قبة مفصصة. يصل ارتفاع المئذنة الكلية إلى 31.5 متراً.
تقع المئذنة في الحائط المواجه لجدار القبلة في أقصى الصحن المكشوف، وضلع طبقتها الأولى المربعة من أسفل يزيد على 10.5 متر مع ارتفاع يضاهي 19 مترا، وتم بناء الأمتار الثلاثة والنصف الأولى منه بقطع حجرية مصقولة، بينما شيد بقية جسم المئذنة بقطع حجرية مستطيلة الشكل كقوالب الأجر.
الطابق الثاني من المئذنة مزين بطاقات ثلاث مغلقة ومعقودة في كل وجه من أوجه المنارة، في حين زين كل وجه من أوجه الطابق الثالث بنافذة حولها طاقتان مغلقتان، ويوجد في أعلى الجدار الأعلى من كل طابق شرفات على هيئة عقود متصلة ومفرغة وسطها.
يدور بداخل المئذنة درج ضيق يرتفع كلما ارتفع المبنى متناسبا مع حجمه حيث يضيق كلما ارتفعنا لأعلى. يعتقد أن هذه المنارة لم تبن دفعة واحدة، حتى إن الجزء الأول الأضخم منها بني في عهد الخليفة الأموي هشام بن عبد الملك أيام واليه على القيروان بشر بن صفوان، ثم أكملت عملية البناء بعد مدة طويلة حيث بني الجزءان الثاني والثالث فوق تلك القاعدة الضخمة.

### القباب
في مسجد عقبة ست قباب:

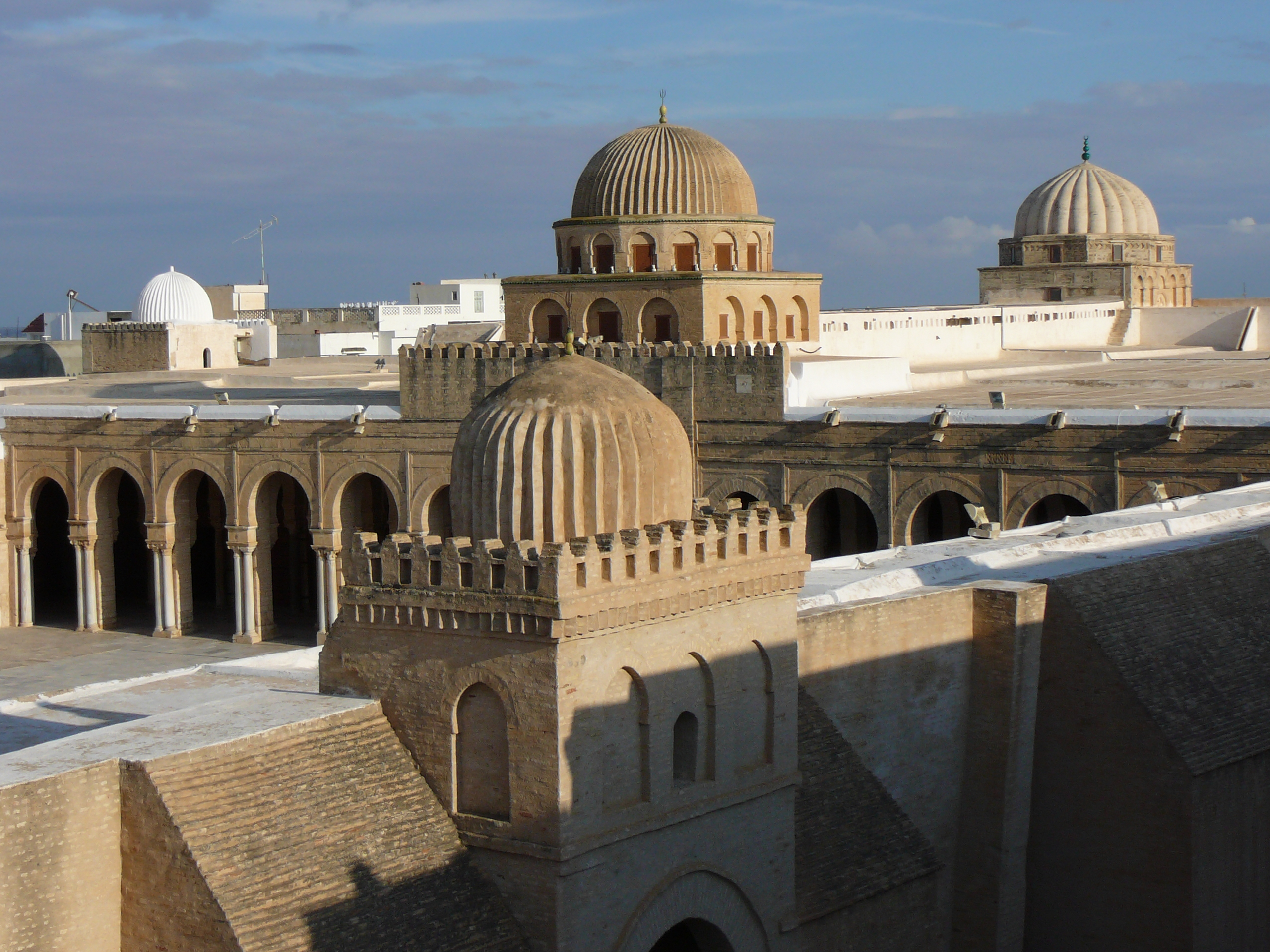
بعض قباب جامع عقبة بن نافع

- قبة المحراب وتعد أقدم قبة بنيت في المغرب الإسلامي.
- قبة باب البهو على مدخل البلاط الأوسط من جهة الصحن، وقد تم الاعتناء بها وزخرفتها بشكل كبير، وأعطت توازنا على بيت الصلاة. بعدها، أصبح بناء قبتين في بيوت الصلاة قاعدة ثابتة في مساجد المغرب الإسلامي.
- قبتان تعلوان مدخل بيت الصلاة في الشرق والغرب.
- قبة تعلو المجنبة الغربية للمسجد.
- قبة في أعلى المئذنة.

## زخارف الجامع
من أفضل زخارف الجامع زخارف المحراب والقبة التي فوقه. تكسو المحراب زخارف منقوشة على ألواح رخامية يوجد فيها فراغات تسمح بدخول الضوء وقد زين جدار المحراب بمربعات من الخزف ذو البريق المعدني المذهب. تغطي القبة زخارف نباتية على شكل ساق متوسطة أو فروع متموجة تتدلى منها عناقيد من العنب.
وتغطي القبة زخارف نباتية على شكل ساق متوسطة أو فروع متموجة تتدلى منها عناقيد من العنب، أما المنبر فهو محفور على الخشب وفيه زخارف هندسية ونباتية، ويعود عهده إلى عام 248هـ.
أما المنبر فهو محفور على الخشب وفيه زخارف هندسية ونباتية، ومصنوع من خشب الساج المستورد من الهند ويتكون من أكثر من 300 لوحة
منقوشه تتميز بلونها الزخرفي الفريد وهذا المنبر من أبدع ما أنتجته المدرسة القيروانية
في ظل الحكم الأغلبي ويعود عهده إلى عام 248 هـ.
وتعتبر المقصورة التي توجد على يمين المنبر من أقدم المقصورات في العالم الإسلامي
ويعود عهدها إلى القرن الخامس هجري أي الحادي عشر ميلادي وقد أمر بصنعها الأمير المعز بن باديس من سلالة بنو زيري.
و المقصورة تحفة فنية من خشب الأرز المحفور والمصقول بشكل بديع وقد زينت بنقيشة
كتبت بالخط الكوفي المورق تعد من أروع النماذج الخطية في الفن الإسلامي.
قرابة خمسة وخمسين مجموعة مختلفة النحت والزخرفة والتخريم لتيجان الأعمدة في الأروقة المحيطة بصحن المسجد من المرمر الأبيض والأبيض المشوب بالخضرة والحجر الجيري الأبيض والأبيض المائل للصفرة من مناطق مختلفة، من آثار رومانية وكنائس بيزنطية.. لم اعثر على تاجين متجاورين متشابهين عدا أعمدة باب البهو التي بنيت فيما بعد، في القرن الحادي عشر. ماذا دار في خلد المعماري وهو ينأى بعيدا عن التكرار ؟ ألم يكن ابن صحراء تتكرر مشاهدها كل يوم منذ الولادة حتى الممات، أو ابن مدينة لا يختلف فيها بيت عن جاره ولا نهج عن نهج بما يفضي إليه ؟ كان يدرك أن اللاتماثل واستواء الأضداد إنما هو طريق يفضي إلى جمال هارب من ألفة السياق يكمن في أخاديد الحجر واختلال القياس وغربة التاريخ... جمال يجمع تاجا من مرمر مزينا بصليب وعمودا مزينا بطرة مربعة منقوش عليها (لا قوة إلا بالله وعليه توكلنا) كان واثقا أنهما يرفعان سقف بيت الله بنفس الكفاءة. انه برهان على حقيقة كانت تعنيه بقدر أكبر مما تعنينا الآن.

## روعة الهندسة المعمارية

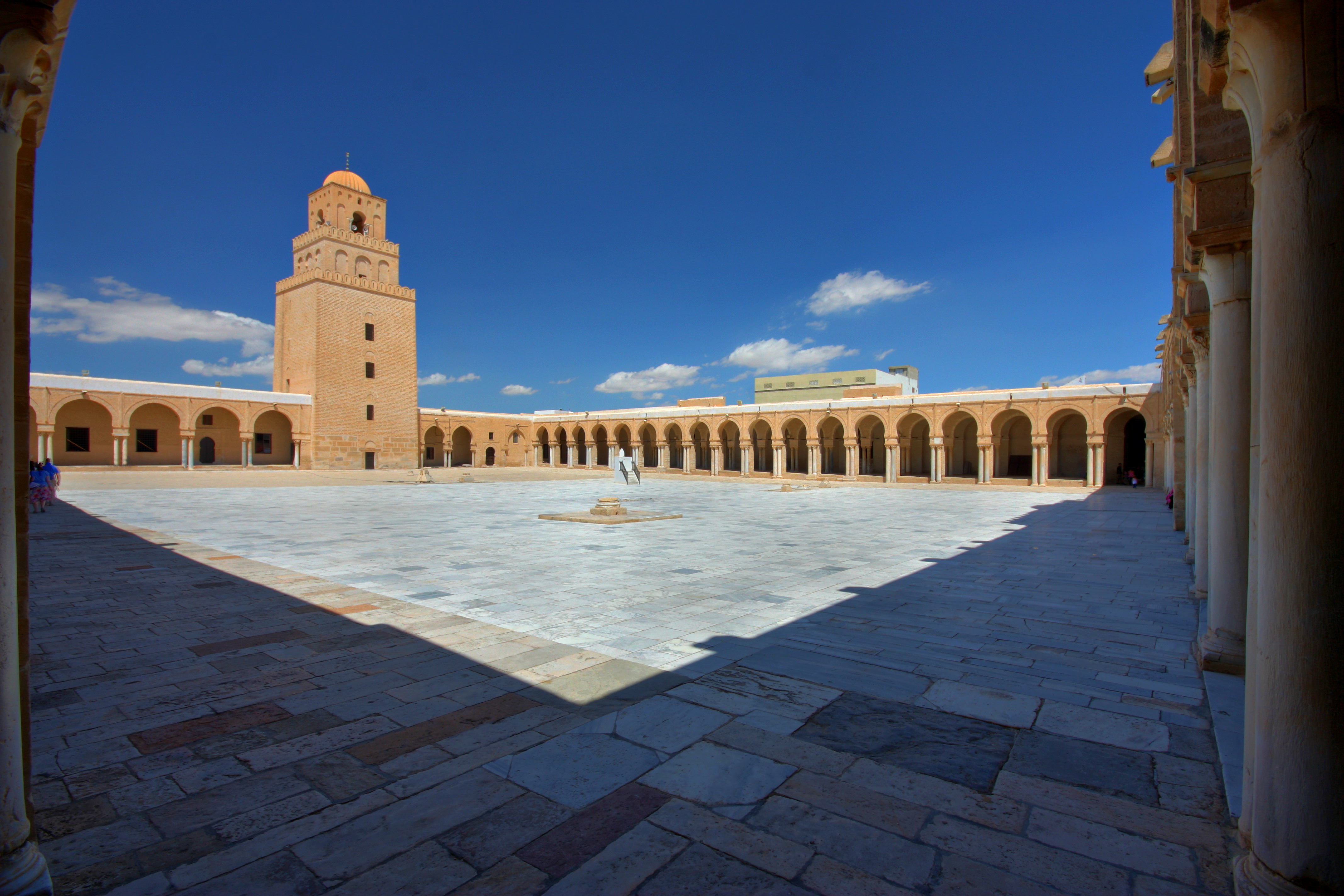
صحن جامع القيروان الكبير (جامع عقبة)

يكشف لنا الجامع الكبير في القيروان عن عمارة ذات منطق مغاير وذائقة تستبطن بدائية ثقافة شعبية، ثقافة غير مشذبة أهملت ترف العمارة المدنية أو على الأرجح أنها تجهل وسائل تحقيقها. عزز ذلك الواقع أن الحجارة والأعمدة التي جلبت من مختلف المناطق التونسية هي بقايا آثار رومانية وبيزنطية وكنائس هدمت في وقتها، فهي مواد مستعملة سابقا بعضها قد تكسر وتشوه شكله بفعل الهدم والنقل البدائي. لقد أدت مجموعة المواد المختلفة وغير المتماثلة إلى نتائج لم تكن في الحسبان، نتائج لا تنتمي لإسم بعينه ولا لمادة محددة ولا لزمن محسوب، حتى أن الجامع ذاته الذي شيده عقبة بن نافع لم يبق منه ذكرى سوى محراب يختفي خلف المحراب الذي بناه بنو الأغلب (يمكن مشاهدة محراب عقبة بن نافع عبر خروم المحراب القائم حاليا). إنها نتائج لا يمكن أن تركن في زاوية معينة، إذ أسهمت في صياغتها عوامل لا حصر لها مجهول أغلبها.
وقل في المساجد القديمة مسجد ينافس بصحنه صحن جامع القيروان بقياس أضلاع شكله شبه المربع، وكل ذلك الفضاء الفسيح المبلط برخام حديث لا يكاد يكون للمزاولة الشمسية الموجودة فيه فوق مبنى صغير الحجم، وكذلك فوهات المواجل الخمس المكونة في أصل تيجان أعمدة رخامية عتيقة ضخمة. وعند مسيل الماء في الصحن تشاهد تلك المصفاة المربعة ذات الدوائر والسطوح المتفاوتة لتصفية مياه الأمطار المنحدرة إلى الخزانات الواسعة الموجودة فيه تحت الصحن.

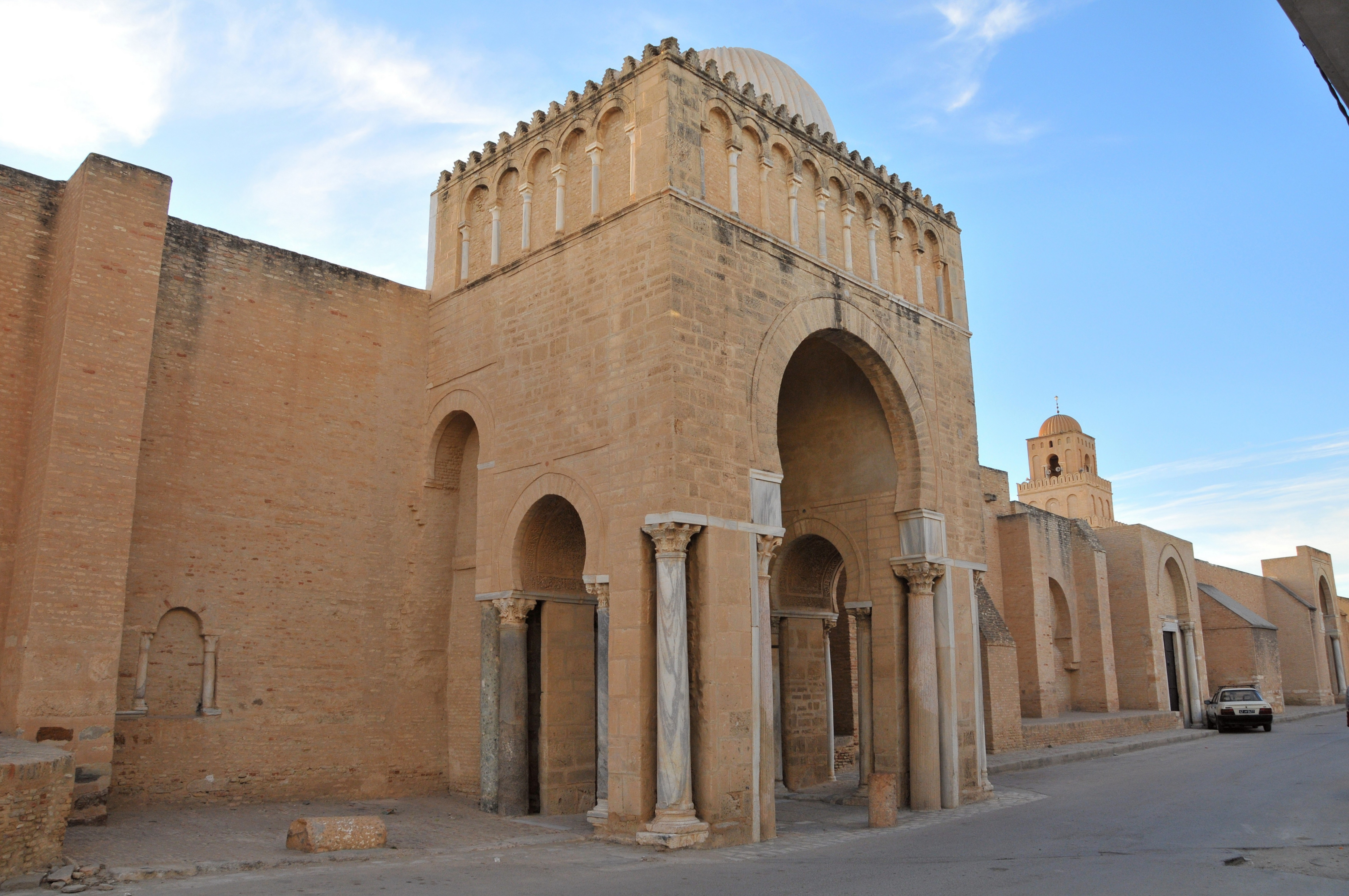
أحد مداخل جامع القيروان الكبير

و للجامع ثمانية مداخل، أربعة في الجانب الشرقي وأربعة في الجانب الغربي وواحد من هذه المداخل فقط في الجانب الشرقي له بهو، أما الرابع فهو من الشمال المعروف بأسم باب الله رجانا المنسوب - حسب النقش - إلى أبي حفص في عام 693هـ -1294م والثلاثة أبواب الأخرى قائمة في ارتدادات مقنطرة ضحلة مختلفة العمق ومحاطة بأعمدة نصف ظاهرة، أقواس المدخلين الأولين متشابهة تماما، كلاهما ذو قالب زخرفي ممتد حولها ويشكل عقدة في القمة، ثم يمتد حتى يشكل إطارا مستطيلا والنتيجة هو أنه شكل نسخة طبق الأصل عن قوس باب الله رجانا. أما الباب الثلاث فإن حجارته مستوردة تماما بالطلاء الكلسي ولكن قوسه من النوع المدبب البسيط، الذي لا يشبه بأي شكل أقواس الجزء القديم من المسجد.
وتوجد أمام الأبواب جهة الجانب الغربي بهو صغير مقنطر في الباب الأول والرابع وآخر متصالب والأخير بسيط مؤلف من العوارض الخشبية. والباب الوحيد الخالي نسبيا من الكسوة والطلاء الأبيض هو المدخل الرئيسي للحرم المعروف باسم السلطات مقابل باب الله رجانا. وإلى الجنوب من الباب في الجانب الغربي يوجد ارتداد آخر بعرض (2.75) مترا يعلوه قوس دائري حدودي وهذان المدخلان لابد وأنهما كانا على جانب الواجهة القديمة للحرم بما هو الحال في مسجدي دمشق وقرطبة.

### تقنية الأعمدة

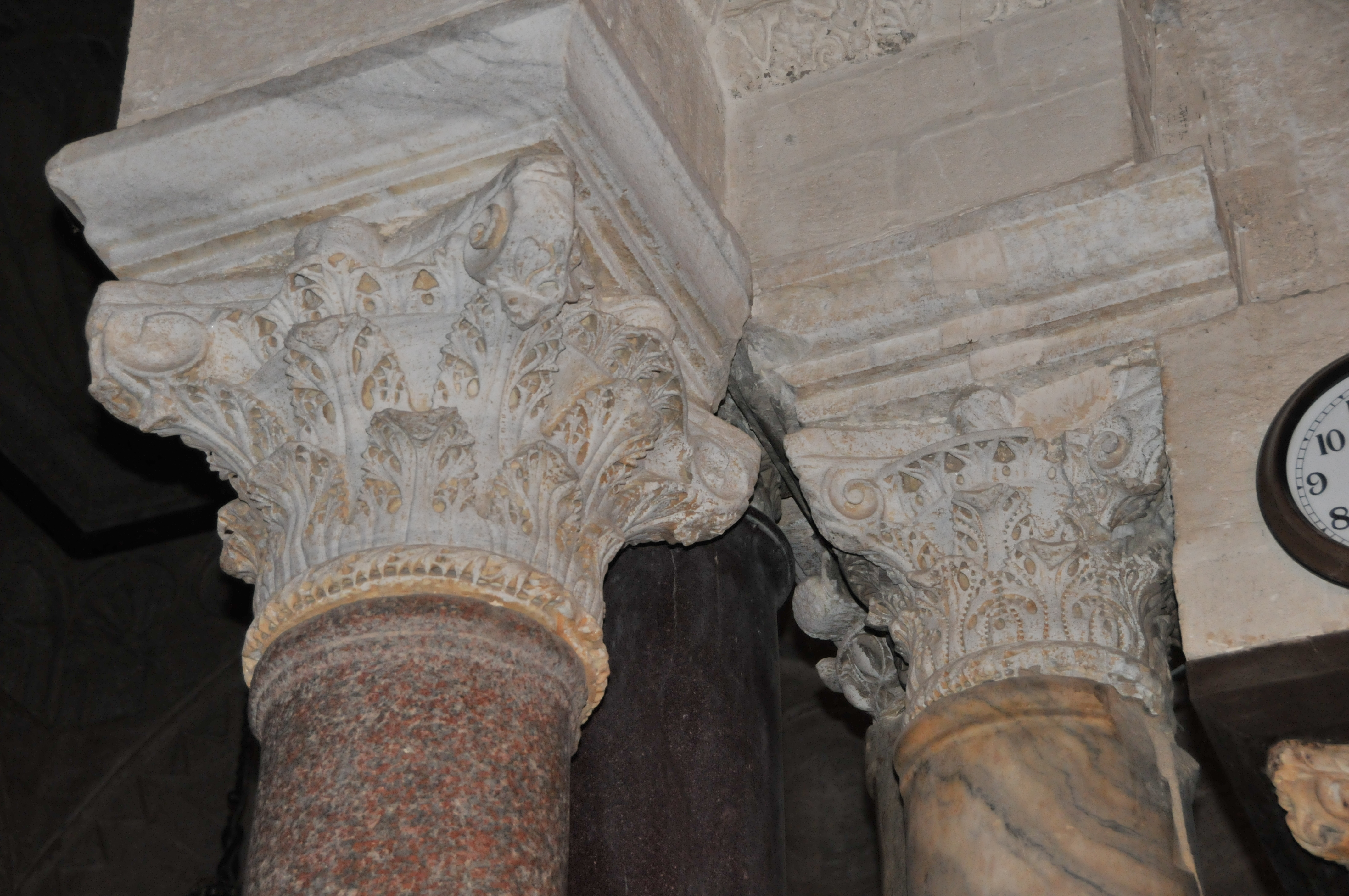
تاجين من تيجان بيت الصلاة

كانت الأعمدة من أهم الأشياء التي تناولها الفن الإسلامي، وقد اتخذت تيجانًاوعقودًا مدبَّبَة، وروابط خشبية، حتى إنه ظهر ما يُعْرَفُ بعلم عقود الأبنية، وقدأصبحت أقواس حدوة الفرس تدلُّ على الفنِّ المعماري الإسلامي، وإن وُجِدَتِ الأقواس قبلاً إلاَّ أنه قد تَغَيَّر شكلها على يد المسلمين.
أسهمت الحجارة والأعمدة متباينة المنشأ المستعملة مرارا في مضاعفة حجة العمارة على تأكيد نظامها الخاص. فعبر ما يقارب سبعة قرون من الترميم وإعادة البناء واستخدام البواقي من المواد تم الحصول على مبنى فريد لا يشبه أي مبنى آخر. كيف نفسر وجود كتلة صخرية على الضلع الخارجي للدعامة الثانية ما قبل الأخيرة من جهة بيت الصلاة؟ حجر بيزنطي منحوت يزن أكثر من طن بدا كأنه سيسقط أرضا نبت على الجدار، لا تدري مغزاه، ولا وظيفته الانشائية، فلا تراه الا نزوة، نزوة متطامنة مع استخدام ما تحت يديه من مواد كلها وايجاد مواقع لها في نظامه الخاص.

### تقنية المقرنصات
كذلك كانت المقرنصات من أبرز خصائص الفنِّ المعماري الإسلامي، وتعني الأجزاء المتدلِّيَة من السقف، والمقرنصات منها داخلية وخارجية: انتشرت
الداخلية في المحاريب والسقوف، وكانت الخارجية في صحون المآذن وأبواب القصور والشرفات.

### المشربيات
كما كان من مظاهر الفنِّ المعماري الإسلامي الظاهرة بناء مشربيات البيوت مخرمةً أو مزخرفة، وتسمَّى قمرية إذا كانت مستديرة، أو شمسية إذا كانت غير مستديرة، أو حتى شيشًا، وهي من خشب خُرِطَ كستائر للنوافذ، من فوائدها أنها تُخَفِّفُ حِدَّة الضوء، وتُمَكِّنُ النساء من مشاهدة مَنْ بالخارج دون أن يراهنَّ أَحَدٌ، وقد أصبح ذلك طابع البيوت الإسلامية.

## تأثيرات الفن الأغلبي والفاطمي
زاوجت القيروان في تخطيطها بين خصوصية موقعها وعبقرية أهلها أهمية مركزها الديني والحضاري، وقد شابهت في عموم رسومها وبنيانها ما كان ينبغي أن تشبه فيه سائر العواصم والمدن العربية وكما انطبعت الصناعة الأغلبية الغالبة بجامع القيروان بالتأثيرات الفنية الشرقية والبغدادية فإننا نلاحظ تأثير الفن الفاطمي المصري الواضح في الزخارف الملونة على خشب سقوف عدد من الأروقة. ماعدا سقف الأسكوب القبلي الكبير فهو السقف الوحيد الأصلي الباقي بالجامع، حيث لا تزال ألوانه القزحية تحتفظ بجاذبيتها وتناسبها عبر الأشكال الزهرية التي تحليه. ويختص جامع القيروان بسقوفه الخشبية المدهونة والمصقولة الراجعة إلى فترات تاريخية مختلفة تمتد بشريطها الكتابي المورق على ما يربو عن الألف سنة. وهي تنضاف إلى المقصورة الفريدة التي بناها المعز باديس باريس بجامع القيروان حوالي (425هـ) وهي مجموعة متكاملة تسمح بتتبع خطوات نشأة الفن التجريدي المعاصر.

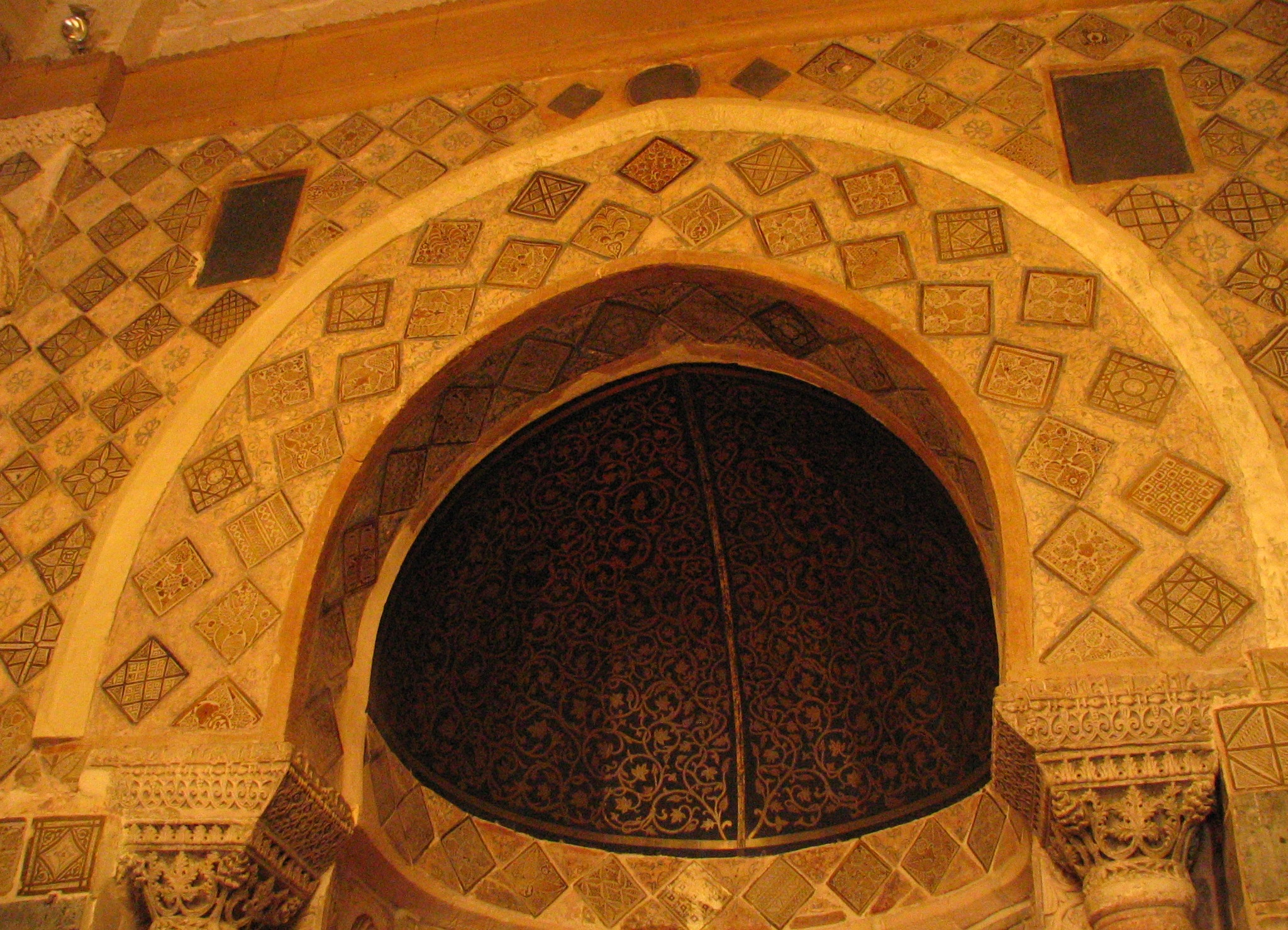
الجزء العلوي للمحراب

### المحراب
ويعد المحراب تحفة المحاريب الإسلامية في أدنى تفصيل من تفصيلاته وهو الآن أقدمها على الإطلاق. وقد صنعت نصف القبة الدائرية بأعلاه من ألواح متراوحة من أفخر خشب الساج. وهي تمتاز بزخرفتها الفنية الرائعة التي حافظت على تكوينها الزاهي وتذهيبها البديع رغم تقادم الزمن مما يدل على المواد المختارة المستعملة في ذلك. وليس لتلك الأوراق المخمسة والعناقيد المذببة في سمائها من حد لتشابكها وتعانقها إلا حدود الرحلة الفنية التي انتهت بها يد الفنان القيرواني. ومهما يطلب من سمات لهذه القبة في معالم فنية مماثلة في الشرق الأموي أو الغرب البيزنطي لعهدها فإنها تبقى نسيجا وحدها. ويقوم العقد المنصف للقبة على ساريتين حمراوين من الرخام الرفيع يعلوهما تاجان من أجمل ما نقشت التيجان. وفوقهما مسطحان يتوسطهما العقد كتب على رخام كل منهما بالخط الكوفي القيرواني الأصيل: «بسم الله، كفى بالله حسيبا».
ويزين أعلى جدران المحراب وعقده مربعات زخرفية أو (قراميد) تمتاز ببريقها المعدني وعددها (130) قطعة. ولا يعرف أقدم من نوعها في الإسلام. ويقال لها باللسان القيرواني (جليزيات) وقد استقدمها من العراق أبو إبراهيم أحمد الأغلبي وزينتها واضحة التأثير بالتقاليد الفارسية. انها في جبين المحراب وطوقه حلية فريدة.

### المنبر
وعلى يمين المحراب يقوم «أجمل وأعرق منبر في الإسلام». وهو من خشب الساج المجلوب، أجزاؤه التي يزيد على الثلاثمائة لوحة منقوشة نقشا دقيقا يذهل المقارن بينهما لاستقلال كل واحدة منها، رغم كثرتها، بزينة مخصوصة. وكلها متماسكة من عجب بدون غراء ولا مسامير، لكن بمواشير خشبية متداخلة. وفي مدينة بيونيه، عاصمة السلاجقة منبر يحاكي منبر القيروان ويقاربه في التاريخ. ويضفي ضوء النهار المتعاكس على نقاش تلك اللوحات جمالا باهرا. ولعلها هي الخزف البراق بأعلى المحراب صناعة بغدادية قيروانية متوأمة للصلة القوية التي كانت في عهد الأغالبة بين العراق وإفريقية.

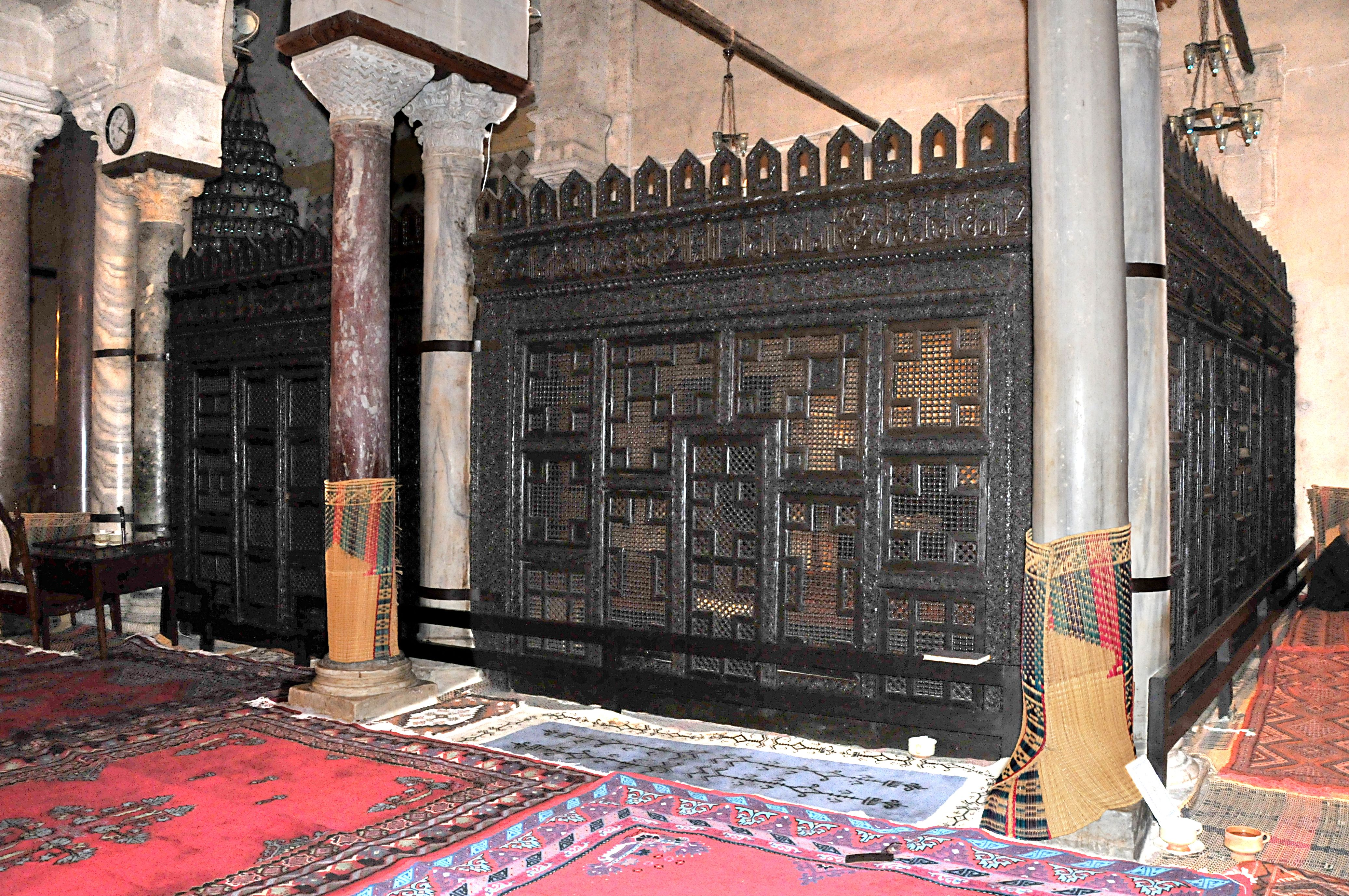
المقصورة المعزية

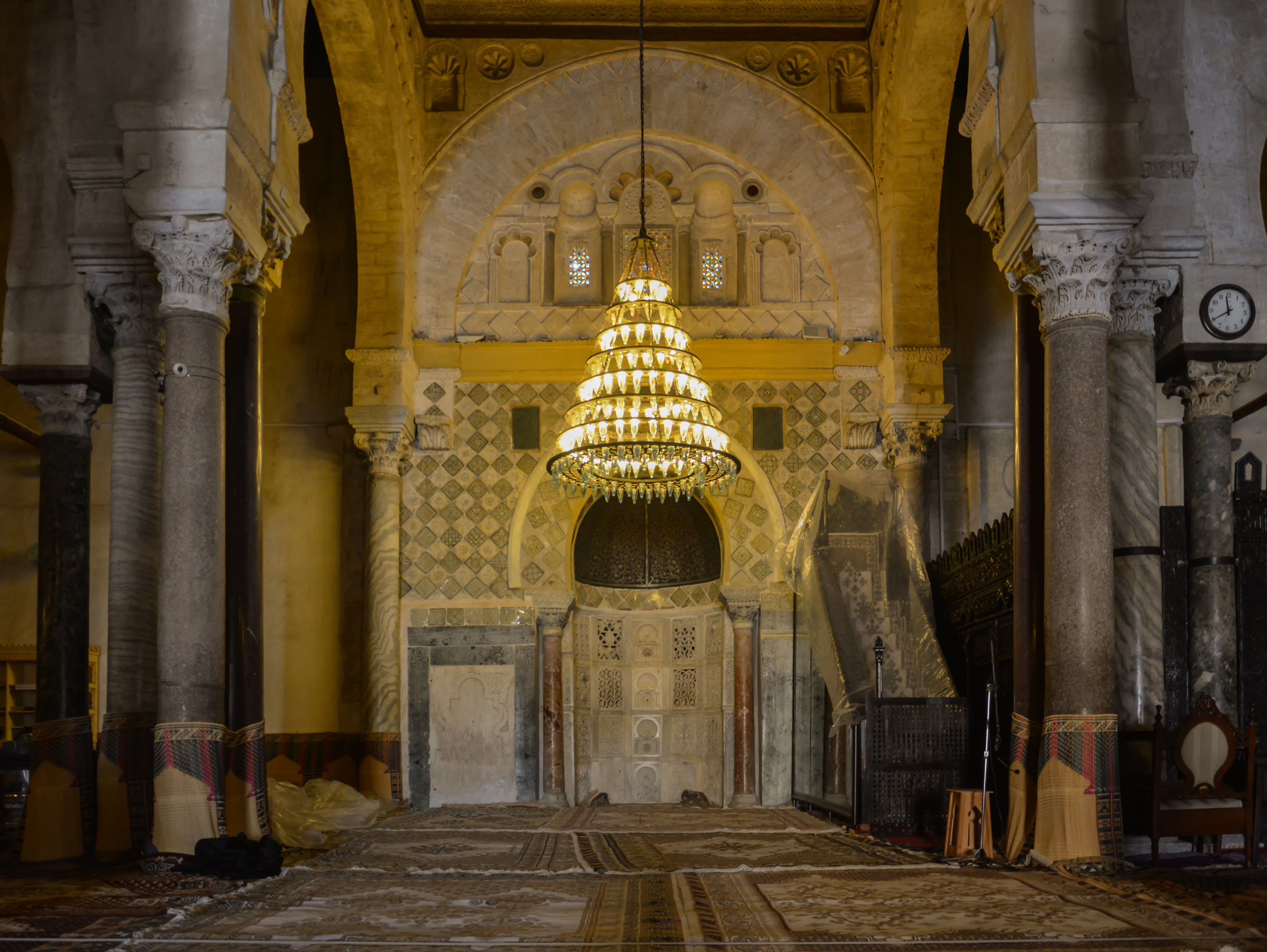
ٱخر الرواق الأوسط لبيت الصلاة و المحراب

### المقصورة المعزية
وحذو المحراب الساق بالساق تمتد المقصورة المعزية، نسبة إلى المعز لدين الله الصنهاجي الذي بناه في سنة (431هـ / 1023م) وأصلحت بعد ستة قرون من ذلك التاريخ. ويقدر طولها بثمانية أمتار وارتفاعها بـ (2.80 متر). وأحد طوليها حائط القبلة نفسه وتفتح من ناحيته على بيت الإمام. وأما الباب الذي يفضي إليه من جهة بيت الصلاة فله دفتان كبيرتان مطعمتان بالصفائح الغليظة والمسامير المحدودبة . وأجمل ما في المقصورة شرفتها المميزة ذات الفتحة المستطيلة في الوسط إلى جانب هندسة المقصورة نفسها وأسلوب خراطة خشبها ونقشه، ومما نقرأ في نقش بأعلاه: «بسم الله الرحمن الرحيم وصلى الله على النبي محمد وآله وسلم تسليما، مما أمر بعمله أبو تميم المعز بن باديس بن منصور سلام الله عليه ...» ويشبه الإفريز المكتوب عليه ذلك النقش إفريزا مثله بضريح القائد الفاتح محمود الفزنوي في أفغانستان، بل أن إفريز مقصورة القيروان يكاد يكون هو الشبه الأمثل.

### الصومعة
ومن أجمل ما يميز الصومعة القيروانية شرفات طابقيها الأول والثاني بما تمنحها وحداتها من تقويس بسيط في عقودها وتساو محكم في المجالات الفاصلة بينهما والفراغات المتوسطة بداخلها. ويجلل الطابق الأعلى على قبة مضلعة يظن أنها من إضافات العهد الحفصي. (آخر القرن التاسع هـ/ الثالث عشر م). وبأعلاها ثلاث كرات نحاسية متفاوتة الحجم وفوقها رسم للهلال من نحاس أيضا رمزا إلى مواقيت الإسلام في قوله تعالى «يسألونك عن الآهلة قل هي مواقيت للناس».
وتشير فتحته إلى اتجاه القبلة . ومن أعلى الصومعة ذات البناء الهرمي اللطيف يستطيع الزائر أو المشاهد الاستمتاع بمنظر المدينة الجميل ذات البياض المشرق وما يحيط بها من سهول وله كذلك أن يتأمل أبعاد الجامع من جميع جهاته ويشاهد بإعجاب قباب بيت الصلاة والأبواب الخارجية الفخمة والعضائد السميكة التي تدعم جداره الخارجي، وفي الوقت نفسه تكثر من حدة الشمس وتأثير الرياح عليه، فهي للعائذين به ظلا ودفئا دائمين. وتحيط بباب الصومعة رخامات ثلاث عظيمة الحجم، محفور عليها بأشكال نباتية بديعة. ومن نوادر المسجد أيضا«الزبيبتان» وهما في اصطلاح أهل القيروان الساريتان الكبيرتان الملونتان بلون العنب الجاف القائمتان من كل جانب بآخر الرواق الأوسط عند المحراب. ويقال في اعتقاد العامة أن من يجتاز بينهما ييسر الله دخول الجنة. ومهما يكن مصدر ذلك الاعتقاد إلا أنه غالبا ما يكون عند بسطاء الإيمان من أسباب الزيارة. وهما الساريتان اللتان قيل أن إمبراطور روما عندما علم بهما أعطى وزنهما ذهبا ! وهما من الرخام السماقي أو البرفيري.
يتواصل اليوم إشعاع الجامع المسجد ليبقى المنارة التي حملت وأشاعت حضارة الدين الإسلامي، وساهمت في تواصل هذه الحضارة.

## أقدم من المدينة جامعها

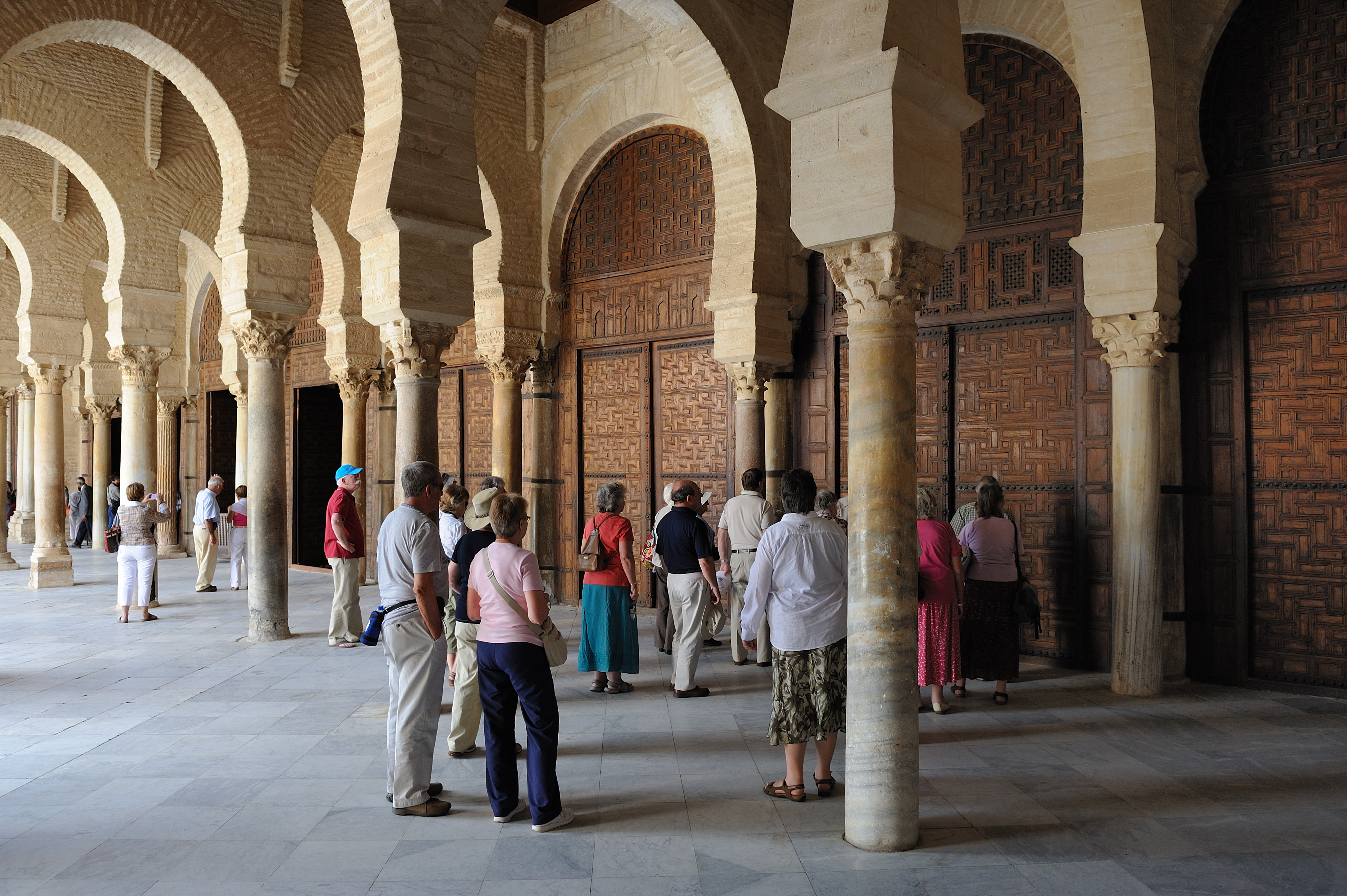
الزوار و السياح أمام أبواب بيت الصلاة

ثمة قول يردده التونسيون يفيد بأن جامع القيروان أقدم من مدينها وهو كناية عن علاقة الجامع بالمدينة.
وجامع عقبة أو جامع القيروان هو أكبر مساجد الإسلام القديمة وأول بناء أقيم في إفريقيا المسلمة في أول عاصمة أسست لها، وما من أمير أو خليفة أو سلطان يبتغي جميل الذكر وحسن الخلود وخاصة الثواب عند الله إلا وقد التمس لوحا من ناحية من هذا المسجد يسجل فيه ترميما قام به أو تحسينا أذن به.
ويعد الجامع من أبرز ما جاءت به العمارة القيروانية، آبدة الحضارة الإسلامية بالمغرب فقد كان محل تعهد من طرف الولاة والأمراء الأفارقة.
ويعود الفضل لزيادة الله الأول في رسم ملامحه وتخطيطه النهائي (220-226 هـ) وهو يشتمل على 17 بلاطة وثمانية أساكيب ويستمد تخطيطه من الجوامع الأموية مع الاقتداء بجامع الرسول صلى الله وعليه وسلم.
ولمدينة القيروان مكانة خاصة في وجدان الرئيس زين العابدين بن علي الذي حباها وخصها باعتمادات مالية هامة في مخططات التنمية أعادت لها مجدها وظل اعلامها ورموزها.
ولقد كان من أبرز وأحدث مظاهر الاهتمام بجامع القيروان المشروع الرئاسي الكبير الذي شرع في إنجازه في شهر نوفمبر/تشرين الثاني 2000. والمتعلق بالإنارة الفنية للجامع بما زاده رونقا واجلالا وأظهرت روعة المعمار الذي يختصر به، سيما وأن هذه الإنارة يمكن أن تكون متحركة لأنها تعمل وفق منظومة إلكترونية وتتغير حسب توقيت زمني مبرمج مسبقا وقد أنجزت هذا المشروع التحديثي الذي يزيد الجامع بهاء وتألقا بخبرات تونسية.
وإذا كانت من عادة التونسيين سنويا إحياء ذكرى المولد النبوي الشريف في رحاب جامع عقبة فإنهم أيضا يفضلون مدينة القيروان في شهر رمضان المبارك للصلاة في جامعها الأعظم ولزيارة الأسواق المحيطة به للتعرف على ما تركه الأسلاف من إرث حضاري يحي سيرة القيروان مدينة الخشوع ، عاصمة المخزون التراثي الإسلامي لا في تونس فحسب وانما في المغرب العربي وشمال أفريقيا.
ويتميز جامع القيروان دون غيره من جوامع العالم الإسلامي التاريخية بما في ذلك جوامع عواصم الخلافة بالإضافة إلى معماره وتركيبته الهندسية بالمحافظة على أغلب أثاثه الأصلي الذي يرجع إلى فتراته الأولى وحسبنا للتدليل على ذلك أن نذكر المنبر الخشبي 298هـ وهو أقدم المنابر الإسلامية التي سلمت من تقلب الأزمان وهو مصنوع من خشب الساج. ويشتمل على ما يربو عن 106 لوحات تحمل زخارف نباتية وهندسية بديعة وتعبر عن تمازج التأثيرات البيزنطية والفارسية وتوحدها في روح إسلامية .

## تزاوج بين الأمس واليوم
ويتألف المسجد من بناء مستطيل كبير، محوره الرئيسي يتجه تقريبا إلى الجنوب الشرقي ومظهر غاية في الانتظام والجمال. وترتكز الأبواب في الجانب الجنوبي الغربي بين دعامتين في معظم الحالات، وهناك رواق في الفراغ بينهما . والكل مغطى بآثار متعددة من الطلاء الكلسي ما عدا الدعائم في الجانب القبلي . وبما أن الأرض تنحدر من الشمال الغربي إلى الجنوب الشرقي فإن الجدران تختلف في الارتفاع من ثمانية أمتار إلى حوالي عشرة أمتار. والسمات الجيدة من الخارج هي القباب الخمسة والمئذنة الهائلة.

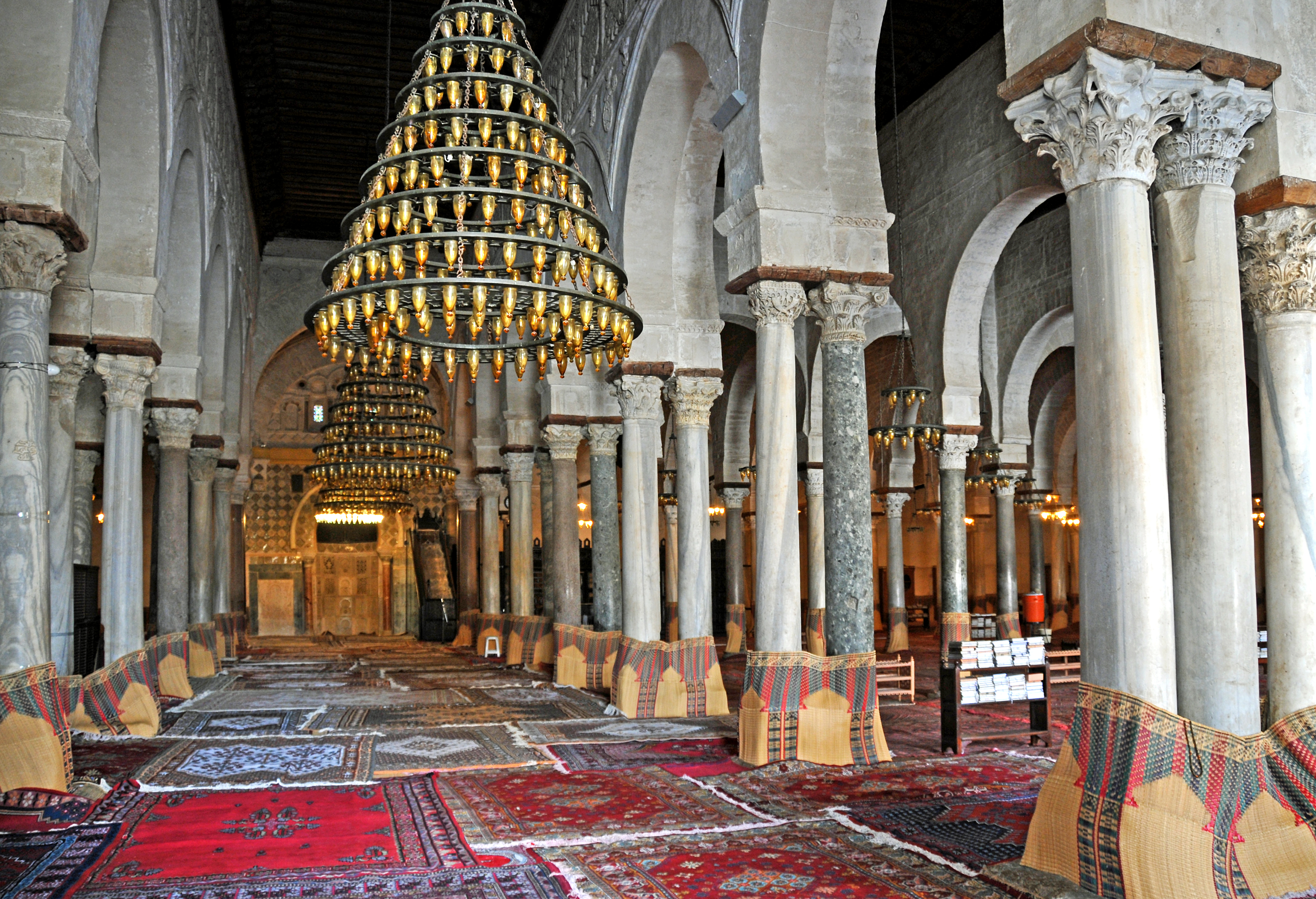
أعمدة الرواق الأوسط لبيت الصلاة

وتتقسم قاعدة الحرم إلى سبعة عشر جناحا بواسطة ستة عشر صفا من الأعمدة المتعامدة من الجدار الخلفي دون أن تصل إليه، لأن صفا عرضانيا يمتد على بعد ستة أمتار منه، وعلى هذا الأخير تستند الصفو ف الستة عشر. ويتألف كل من هذه الصفوف من سبعة أقواس مترابطة بواسطة صفين عرضانيين، يمتدان خلالهما بين القوسين الأول والثاني، والقوسين الرابع والخامس من الواجهة الأصلية على الصحن. ولا يخترق الصف الأخير الرواق المركزي.
ويبلغ متوسط ارتفاع الأعمـدة (3.55 مترا) ويترواح قطرها بين (34و44 سم). وتيجان هذه الأعمدة من أنواع مختلفة. بعض الأعمدة لها قواعد، أما أعمدة الصف الذي يبطن الجناح المركزي يبلغ متوسط ارتفاعها (4.23 مترا)، والأعمدة التي تحمل القبة أكثر ارتفاعا وهي أجمل ما في الحرم بعضها من الرخام الملون الجميل، وبعضها من الرخام الغرانيت، أو الرخام السماقي .
ويخيل لمن يطلع على المدينة من مكان مشرف أو من صومعة الجامع، وهي أعلى ما هناك أن قيروان الأغالبة والفاطميين وبني زيري هي قيروان اليوم... لو لا شيئا من التضييق في دائرة سورها الحسيني الحالي بالقياس إلى سورها الأموي القديم، بحيث لو أعيد عليها الآن لحّوط على جميع ما تخرم جوانبها حديثا من البناءات والمرافق والمنشآت، وربما تجاوزها إلى ما وراءها ببعيد... ومن النادر أن تجد أو تلمح روعة القدم على مدينة في العصر الحديث في عمر مدينة القيروان.

## مشاريع إعمار وتوسعة
يؤكد الباحثون وعلماء الآثار أنه لم يبق من البناء الأول الذي بناه الفاتح عقبة بن نافع من الجامع سنة 50 للهجرة سوى المحراب. وهو مورى الآن خلف المحراب الأغلبي القائم. ولكن بالإمكان مشاهدته من خلال ثقوب زخرفية فيه مخصصة فيما يبدو لذلك الغرض في لوحات تزينه. أما بناء الجامع الماثل اليوم للعيان فيرجع إلى تجديدات عديدة وزيادات مختلفة يعود أهمها إلى آخر القرن الأول ثم القرنين الثاني والثالث. غير أن الفضل في بقاء محراب عقبة من الطوب إلى الأثر المشهور الوارد بحقه.
وذلك أن عقبة وجماعة الصحابة «اختلفوا عليه في القبلة، وقالوا إن جميع أهل المغرب يصنعون قبلتهم على قبلة هذا المسجد. فأجهد نفسه في تقويمها. فأقاموا أياما ينظرون إلى مطالع الشتاء والصيف من النجوم ومشارق الشمس فلما رأى أمرهم قد اختلف بات مغموما فدعا الله عز وجل أن يفرج عنه فأتاه آت في منامه فقال له: إذا أصبحت فخذ اللواء في يدك واجعله على عنقك. فإنك تسمع بين يديك تكبيرا لا يسمعه أحد من المسلمين غيرك فانظر الموضع الذي ينقطع عنك فيه التكبير، فهو قبلتك ومحرابك».
و تم له ما رأى في المنام «فركز لواءه وقال: هذا محرابك».
ويعود إلى الفاتح الصحابي حسان بن النعمان بناء الجامع على أثار عقبة بن نافع. فهو الذي أخذ فيه ووسعه أثناء ولايته (74 – 79هـ) بأمر من الخليفة الأموي في دمشق هشـام بن عبد الملك، ويقال أنه بأمر الخليفة هشام بنى بشير بن صفـوان خلال ولايتـه (103 – 109هـ) صومعة الجامع . وعنها يقول البكرى: «بنى الصومعة في بئر الجنان ونصب أساسها على الماء، واتفق أن وقعت في وسط الحائط». والجنان المقصود هو بستان لبني فهر. قوم عقبة.
والحائط هو الجدار الخارجي الذي قد يكون عقبة أو من بعده خطه للجامع. ويبدو أن اختيار البئر للنصب أساس الصومعة بها راجع إلى ما توفره البئر من عمق مناسب واتساع وحجارة صلدة في بناءها، خاصة إذا كانت من بناء الأول. أما توسطها للحائط القائمة فيه، وهو الحائط الشمالي، فلم يجعلها مقابلة تماما للمحراب المتوسط بطبيعة الحال في الجهة القبلية، بسبب الشكل المستطيل غير المتوازي الأضلاع الذي تهيأ للجامع.

## صور

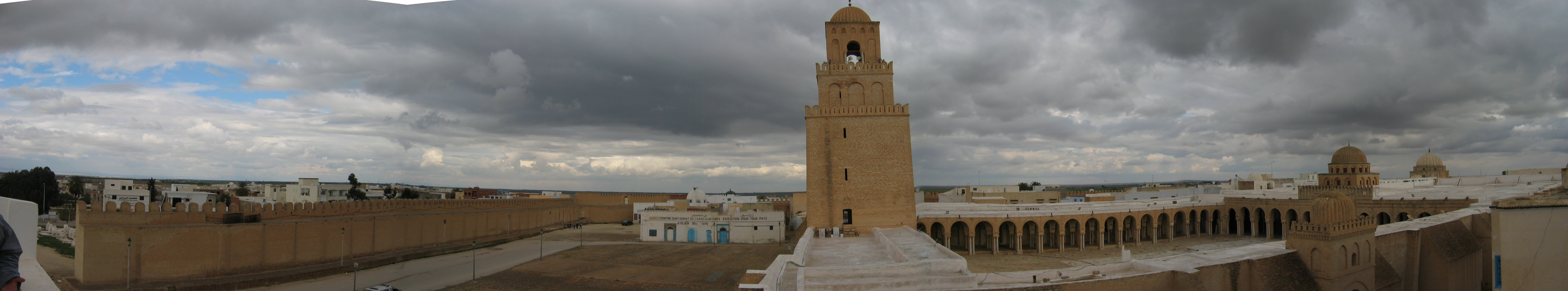
بانوراما لجامع عقبة بن نافع

التصميم المعماري للجامع
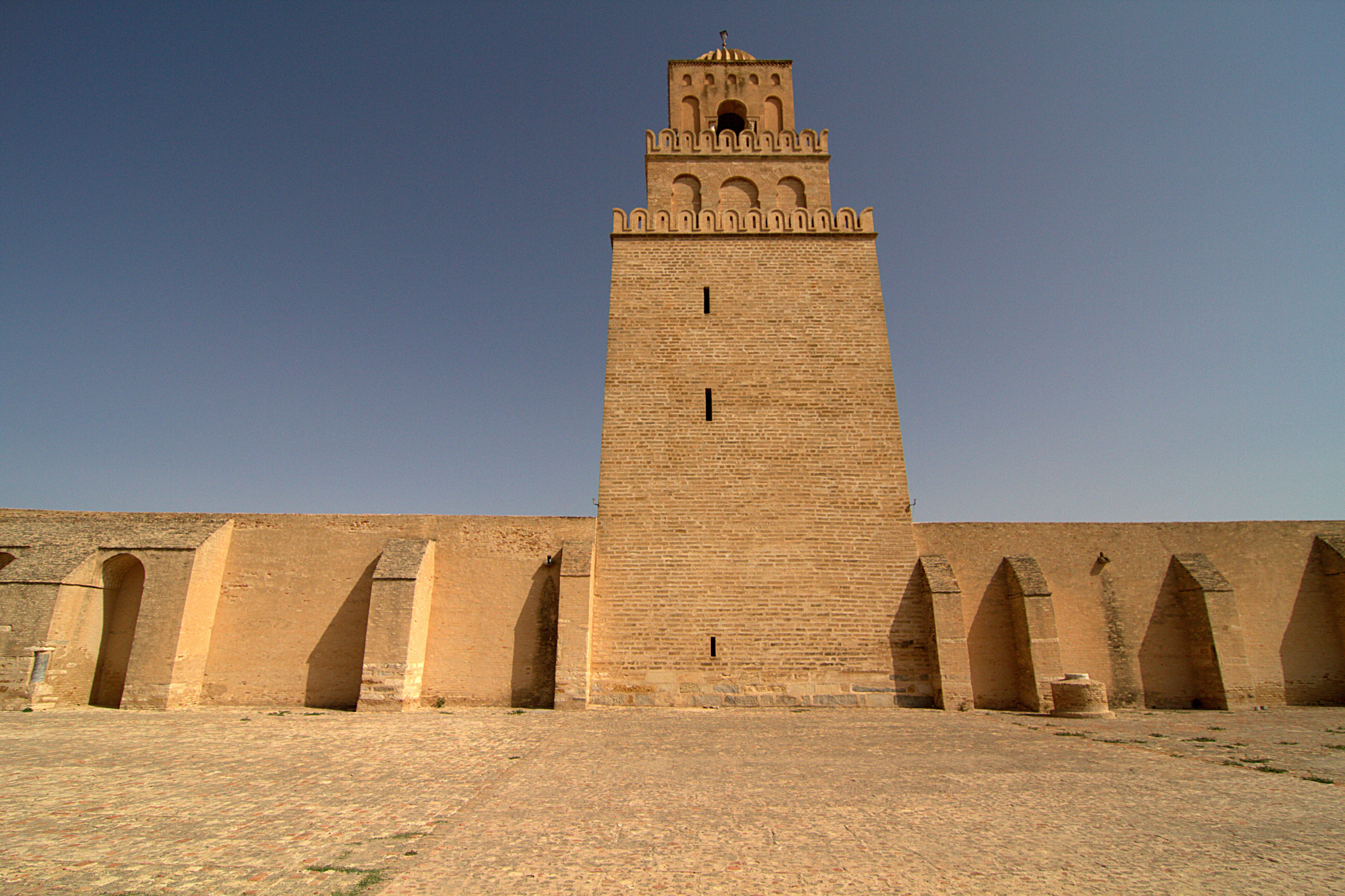
مئذنة الجامع (تُعدّ من أقدم المآذن)
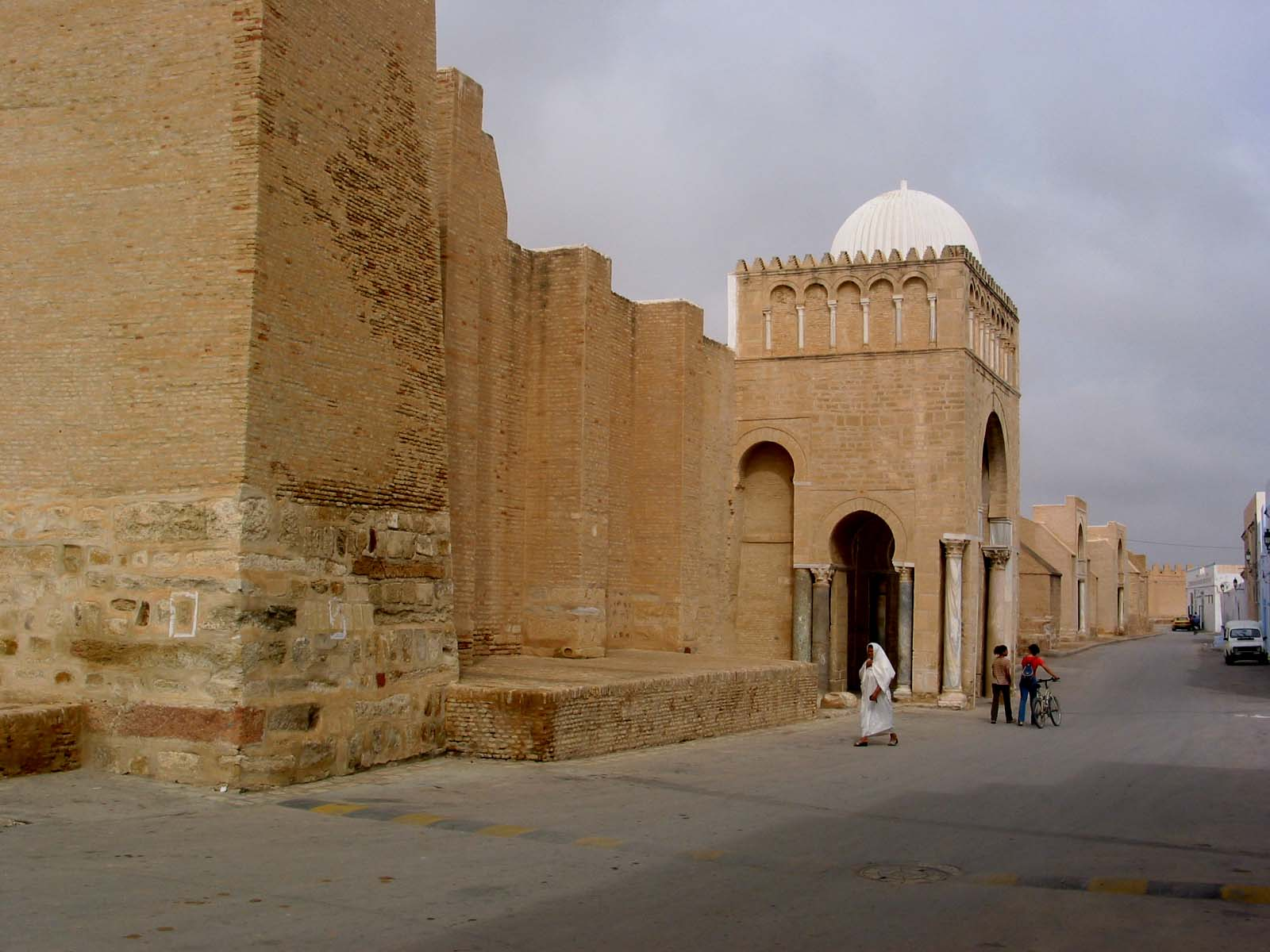
الحائط الخارجي من الجهة الشرقية
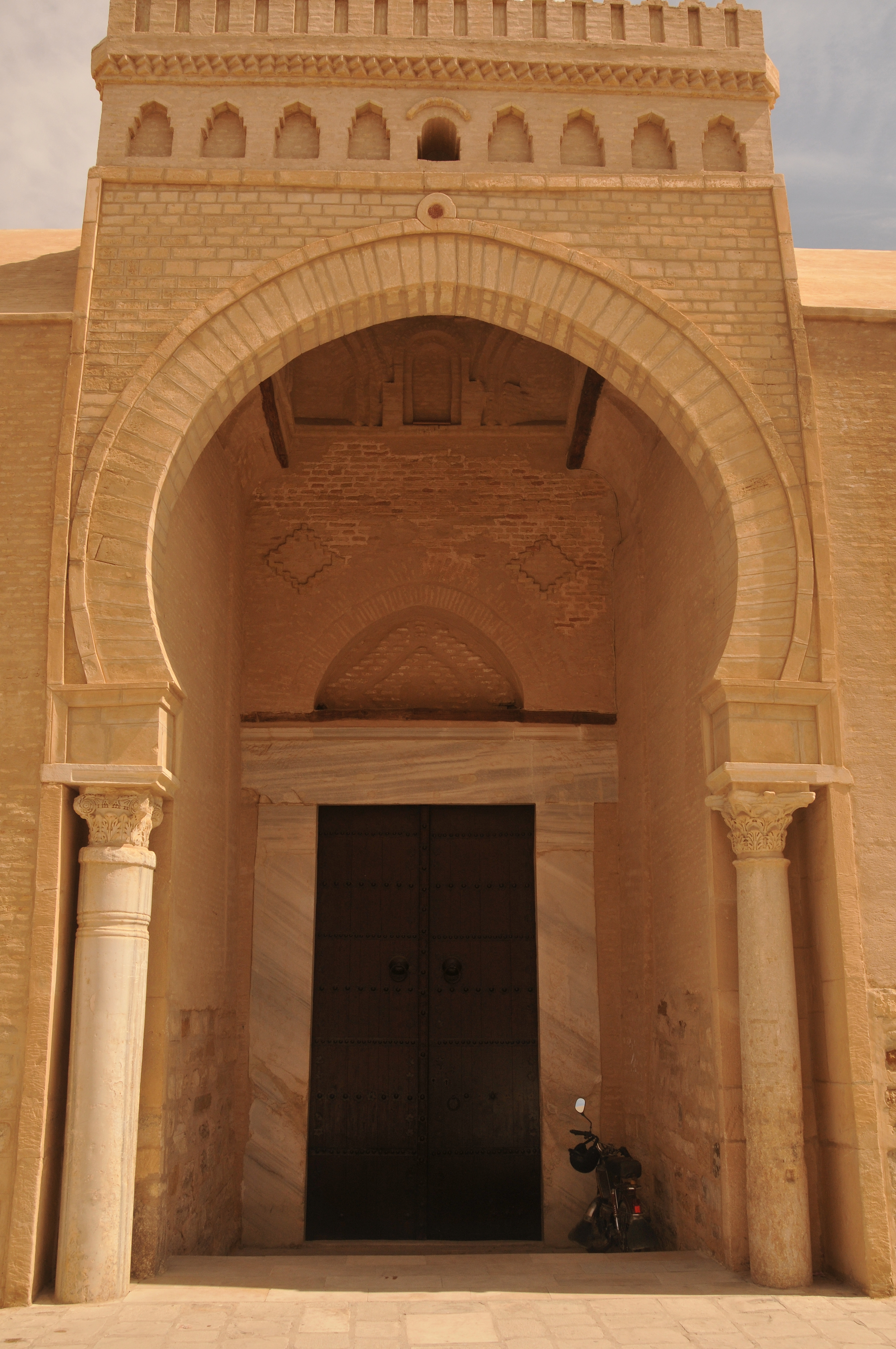
إحدى بوابات المسجد
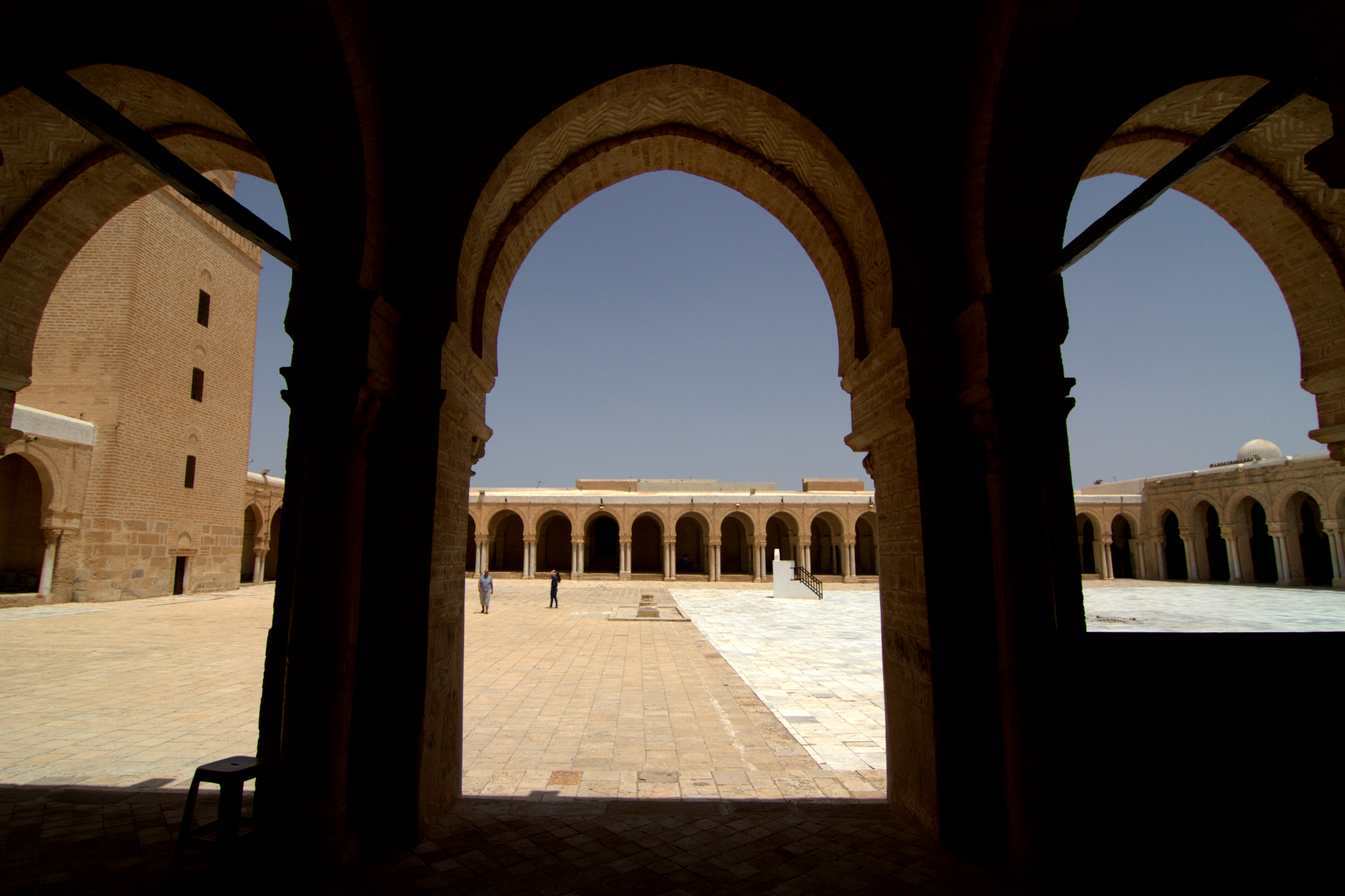
صحن المسجد
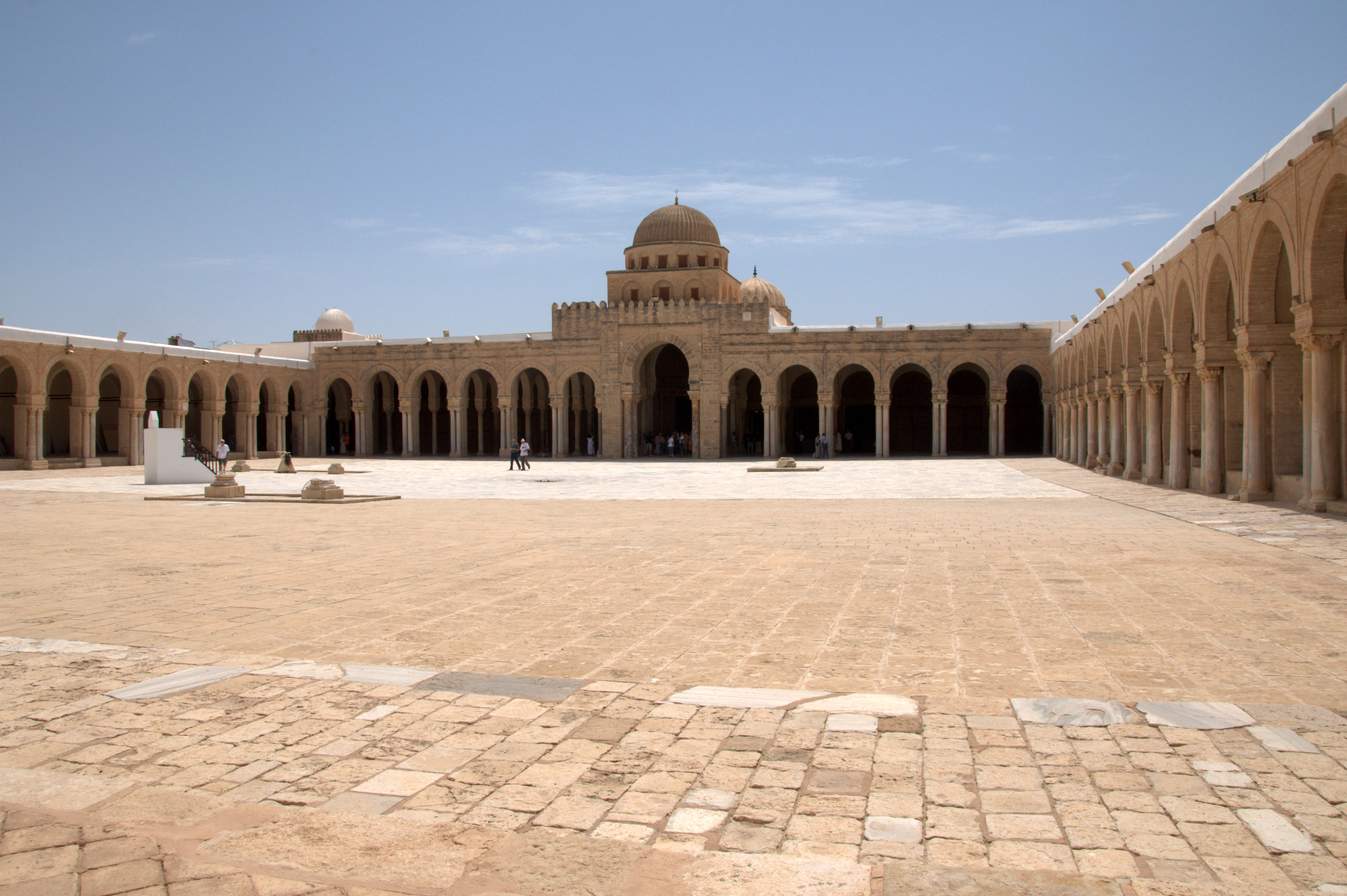
صورة أخرى لصحن المسجد
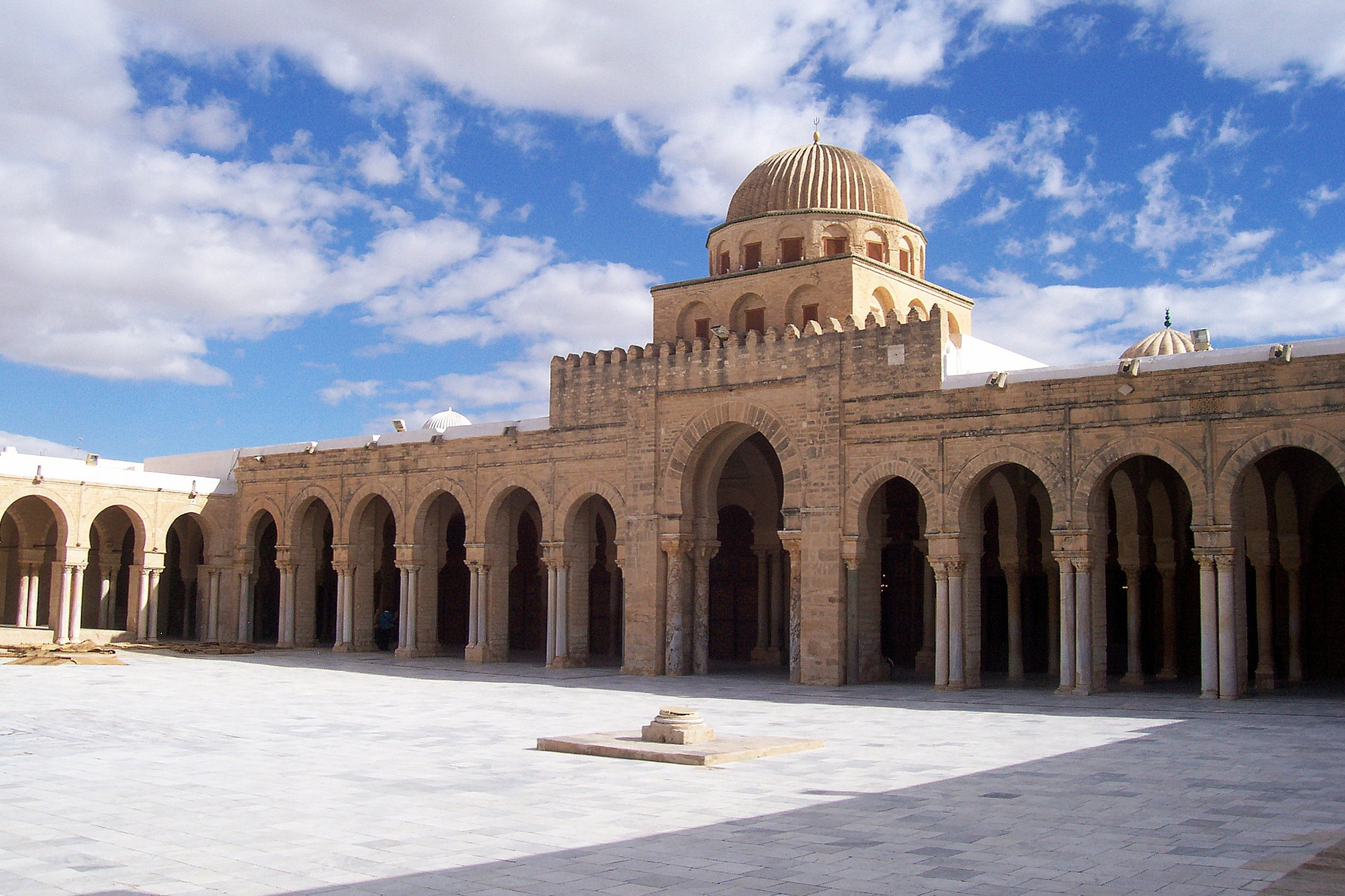
جانب من الصحن وواجهة بيت الصلاة
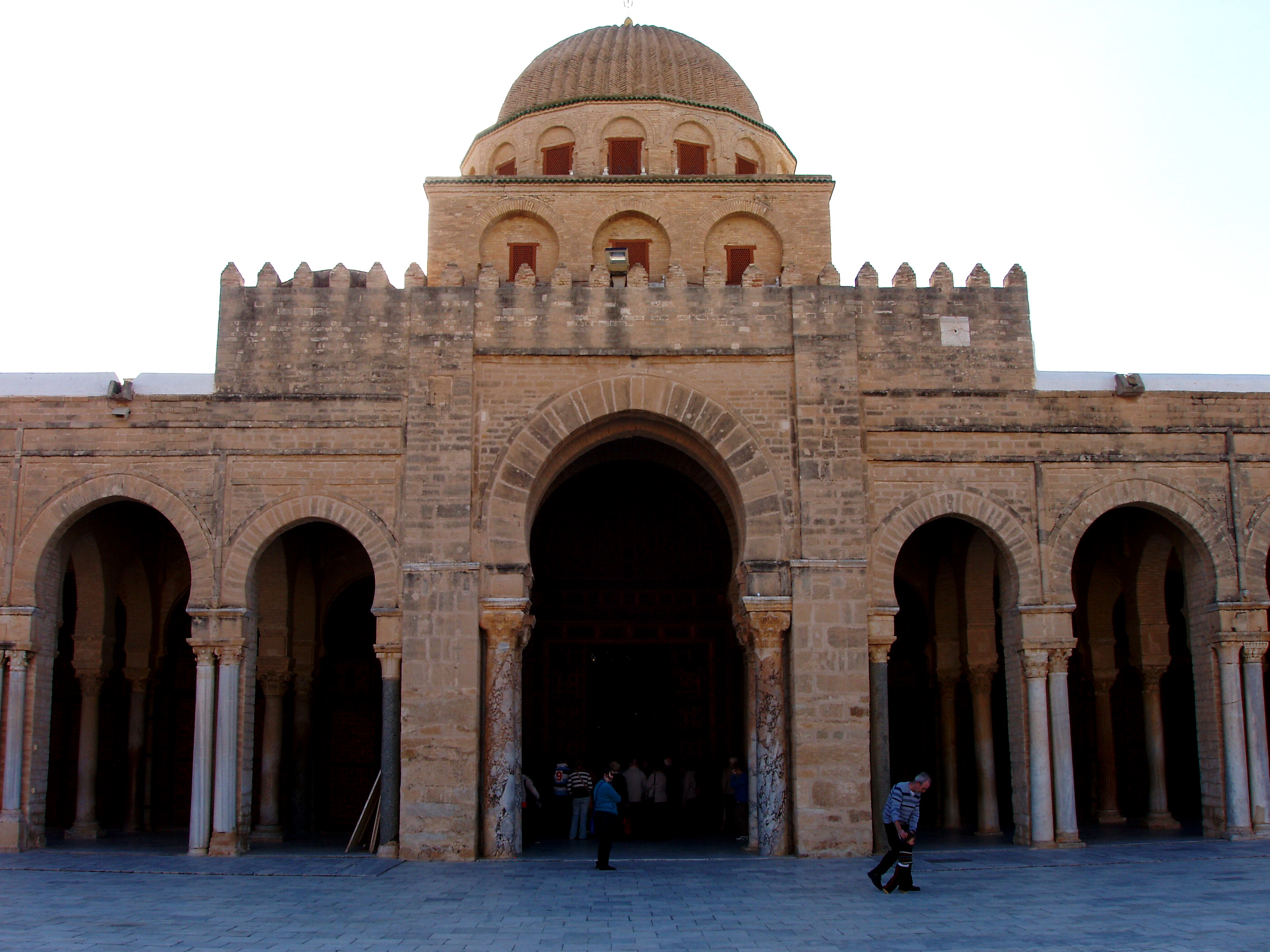
القبة التي تعلو باب البهو المؤدي إلى بيت الصلاة
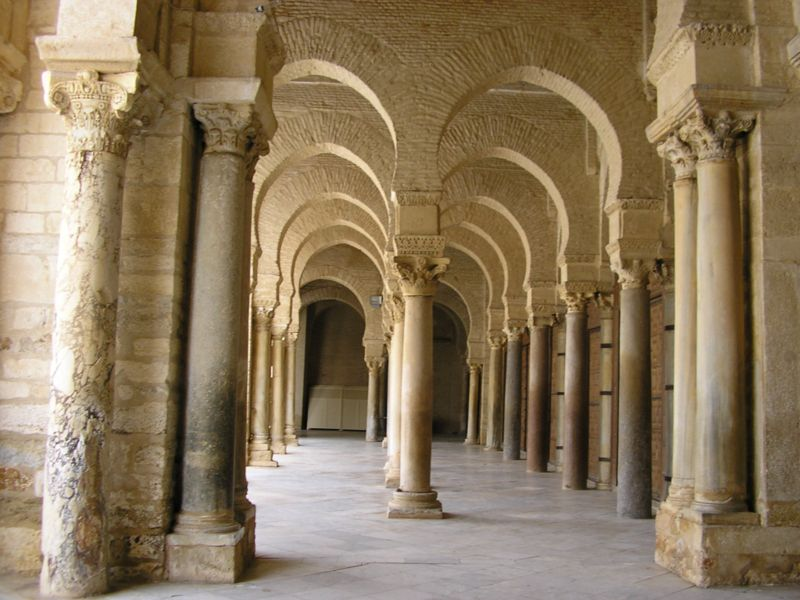
الأعمدة قرب بيت الصلاة
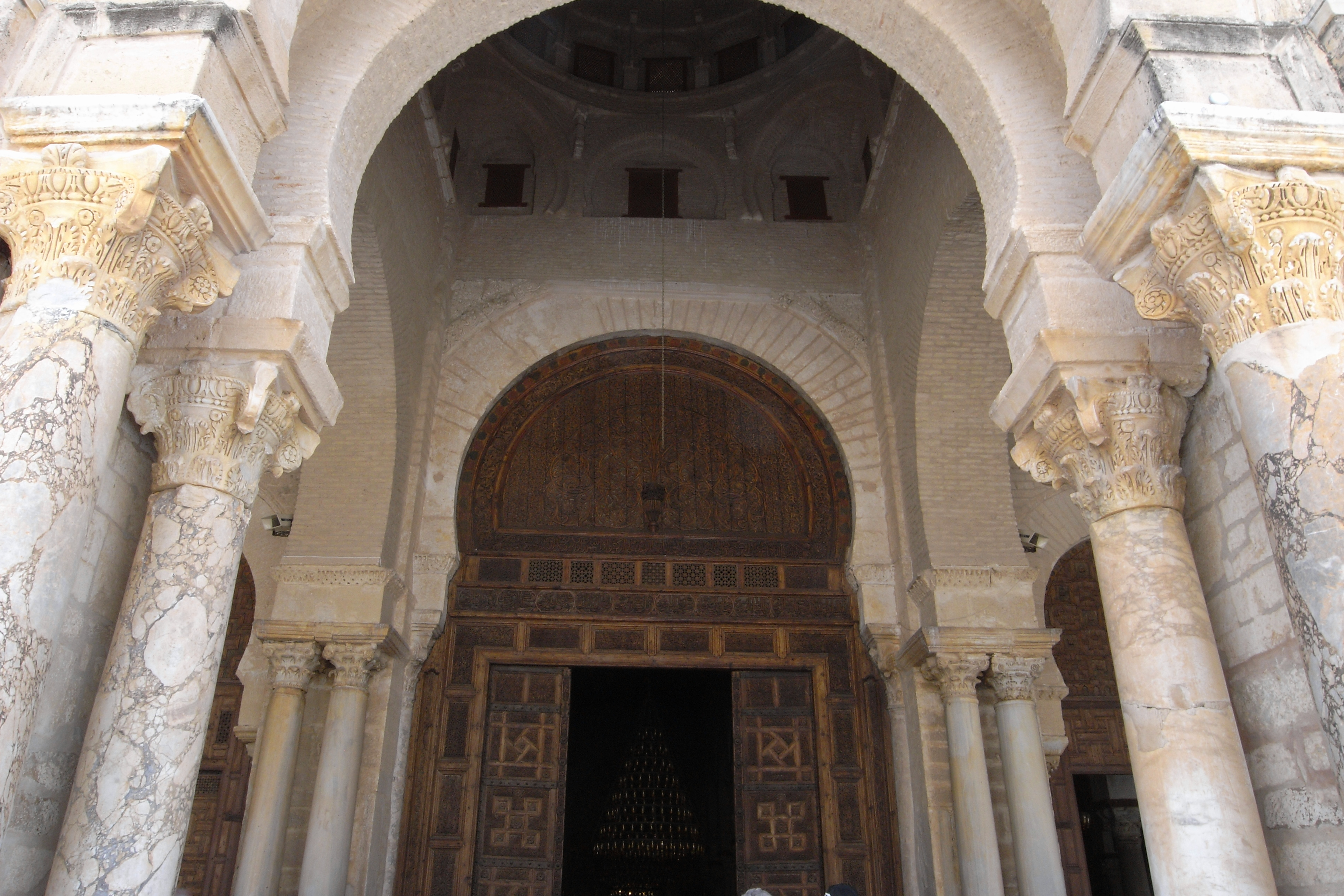
المدخل الرئيسي لبيت الصلاة
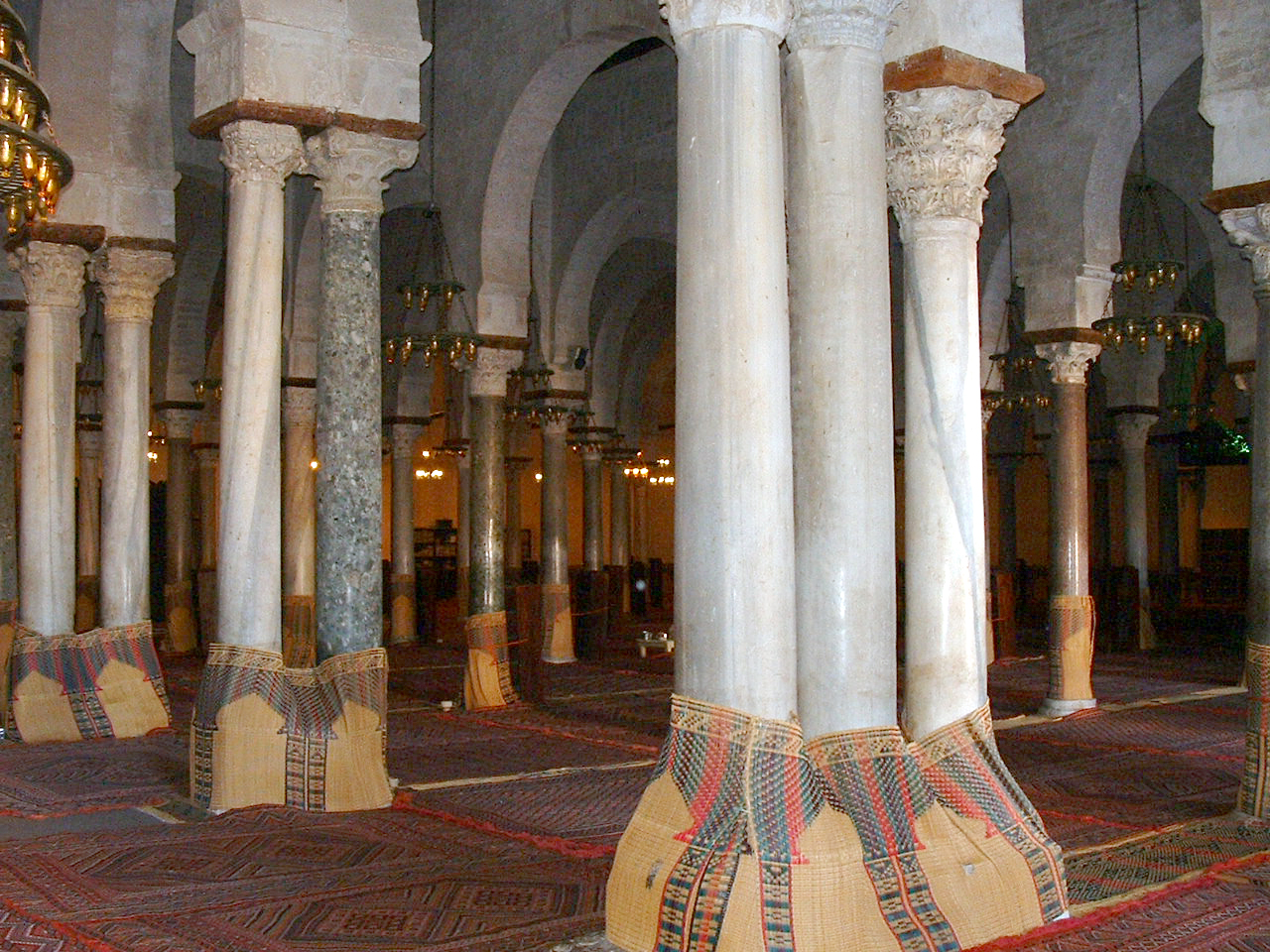
بيت الصلاة
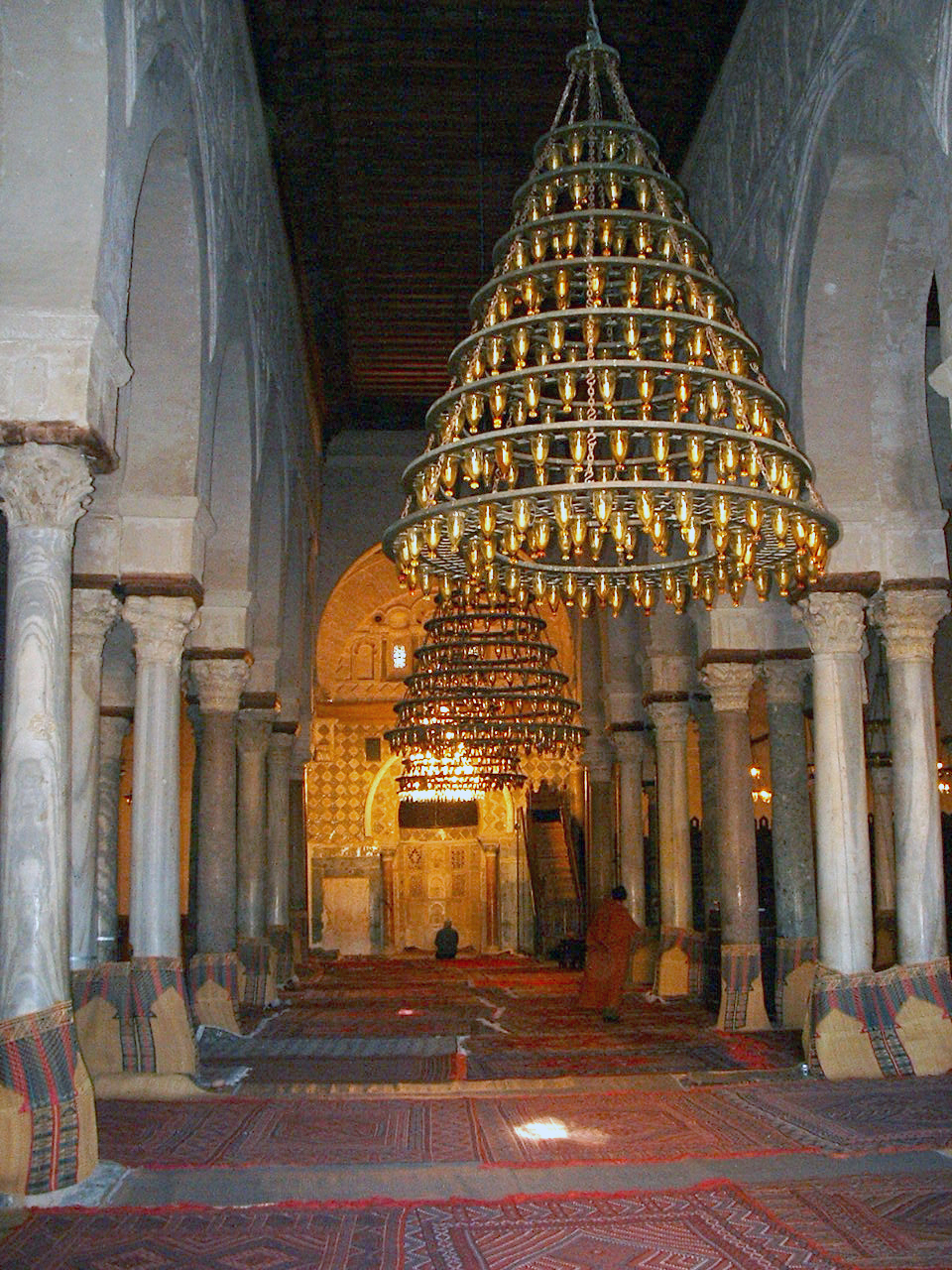
بيت الصلاة : البلاطة الوسطى وفي آخرها المحراب والمنبر
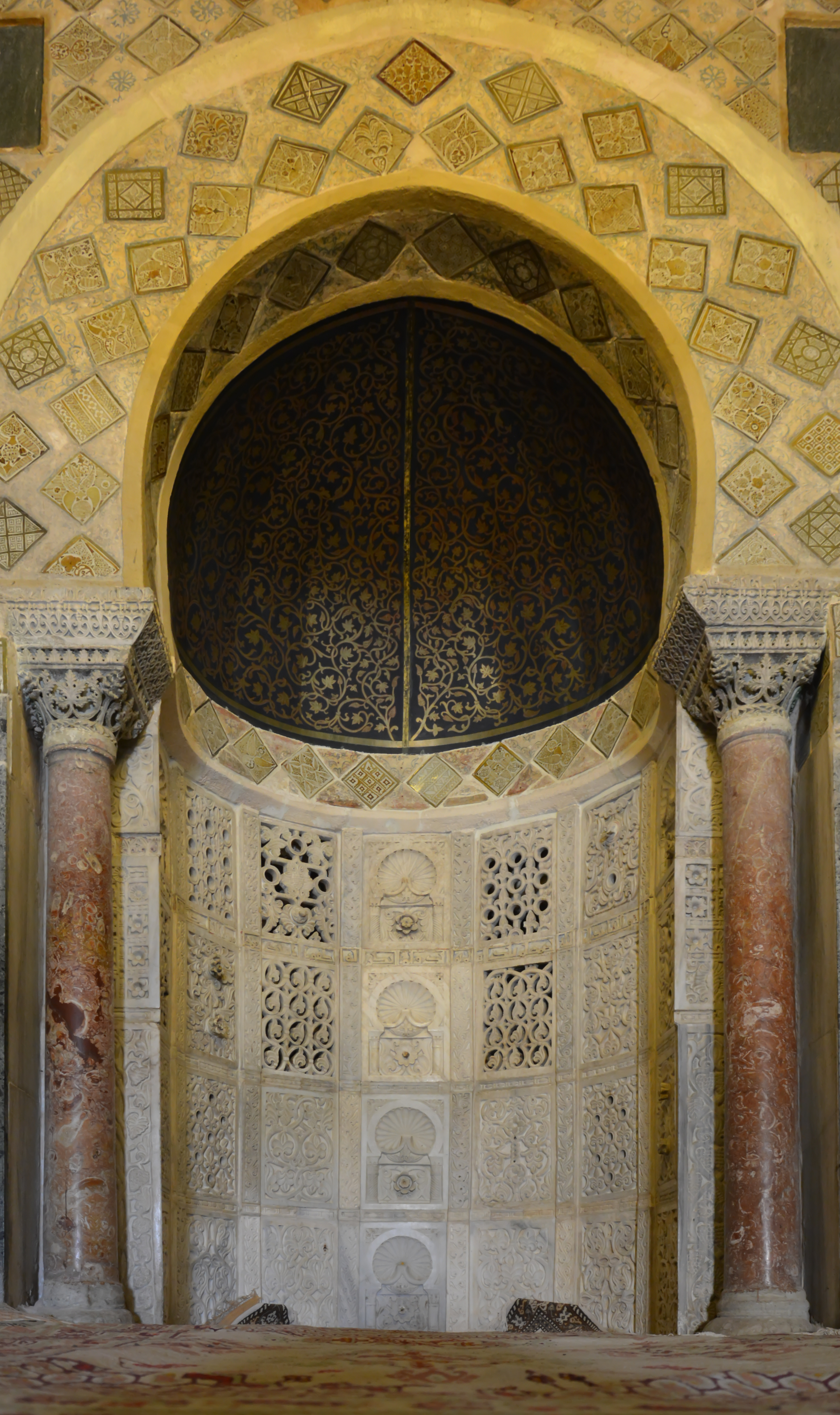
المحراب
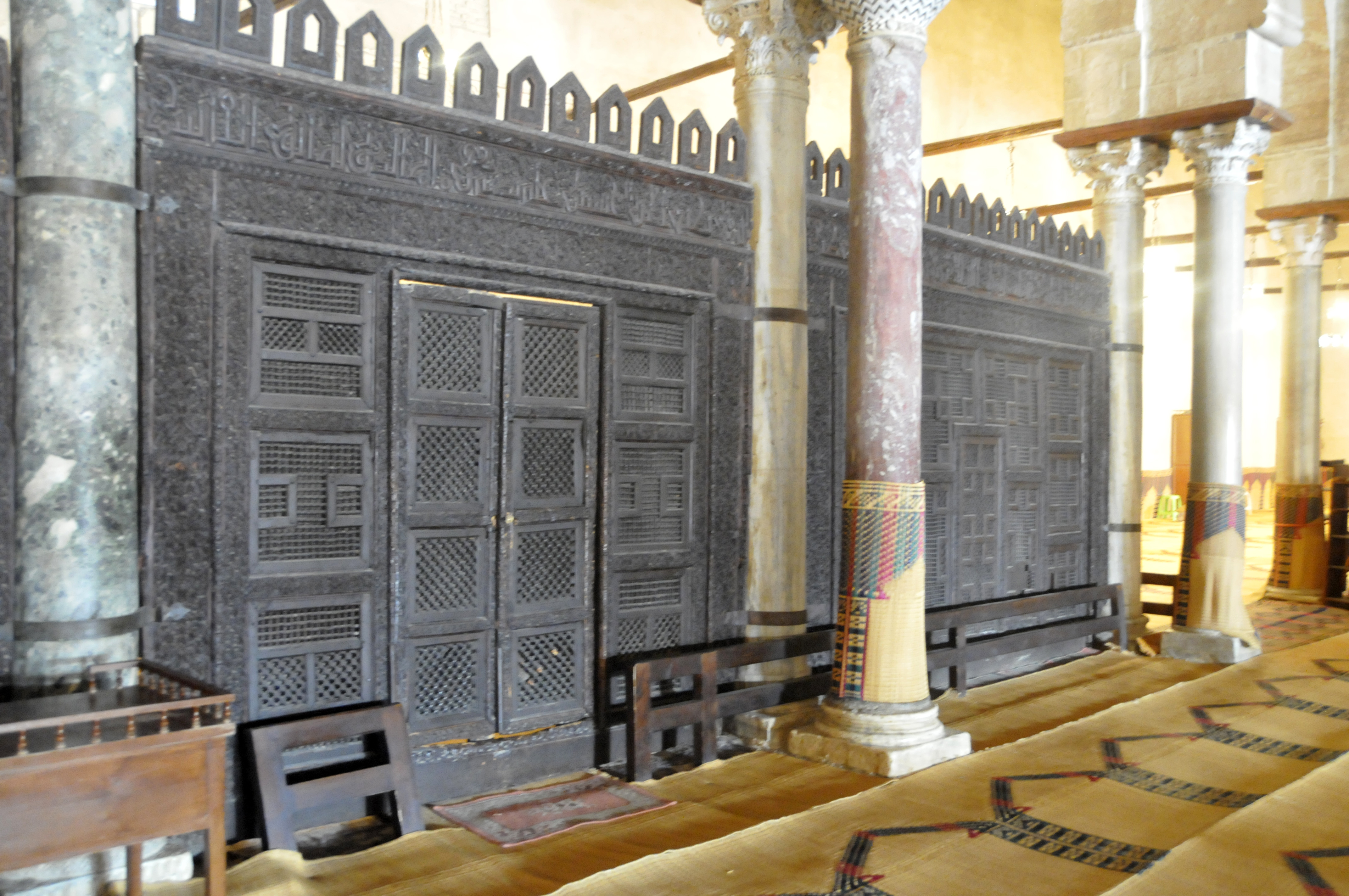
المقصورة الخشبية العائدة إلى القرن الخامس هجري
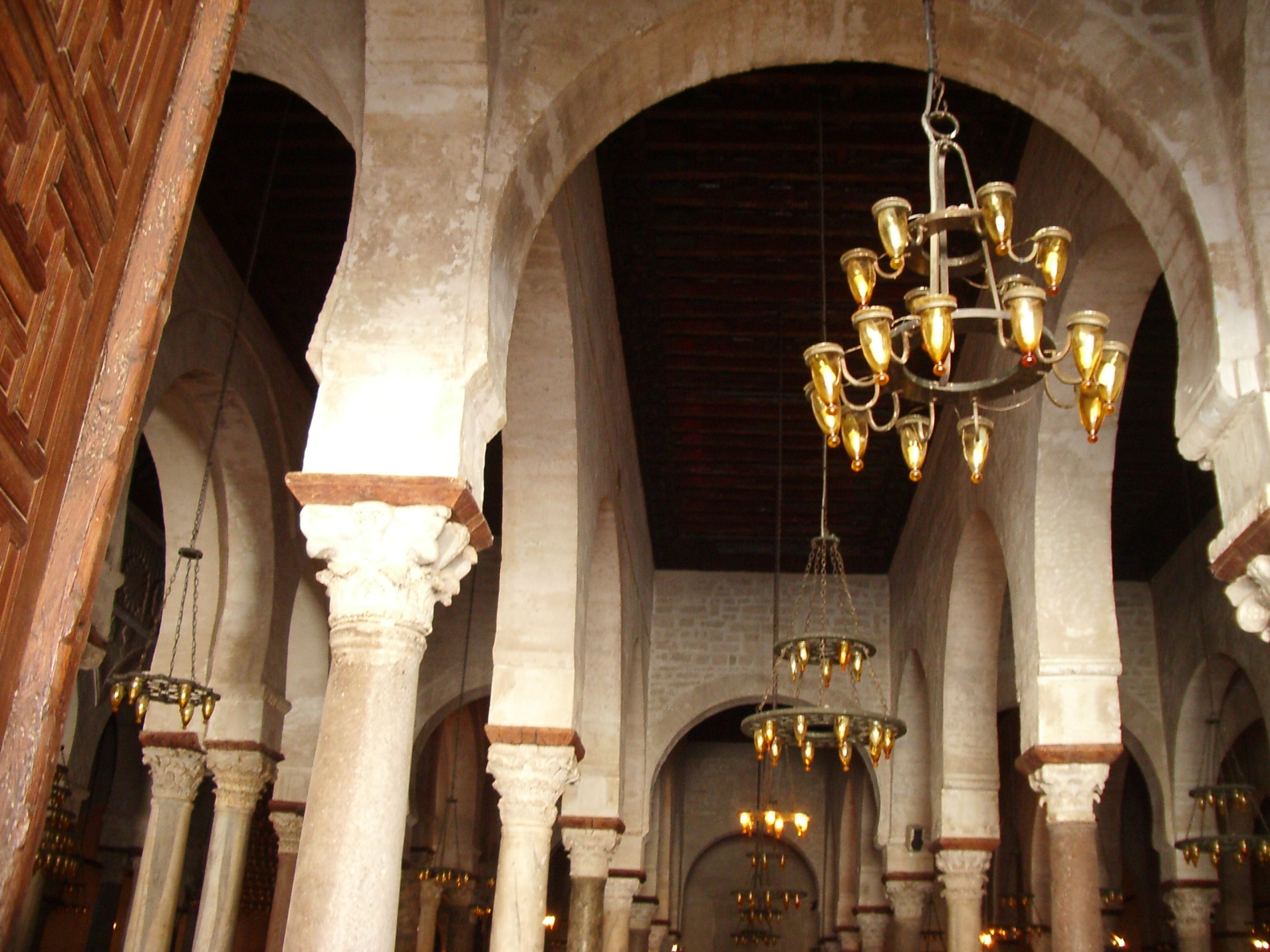
أقواس وأعمدة بيت الصلاة
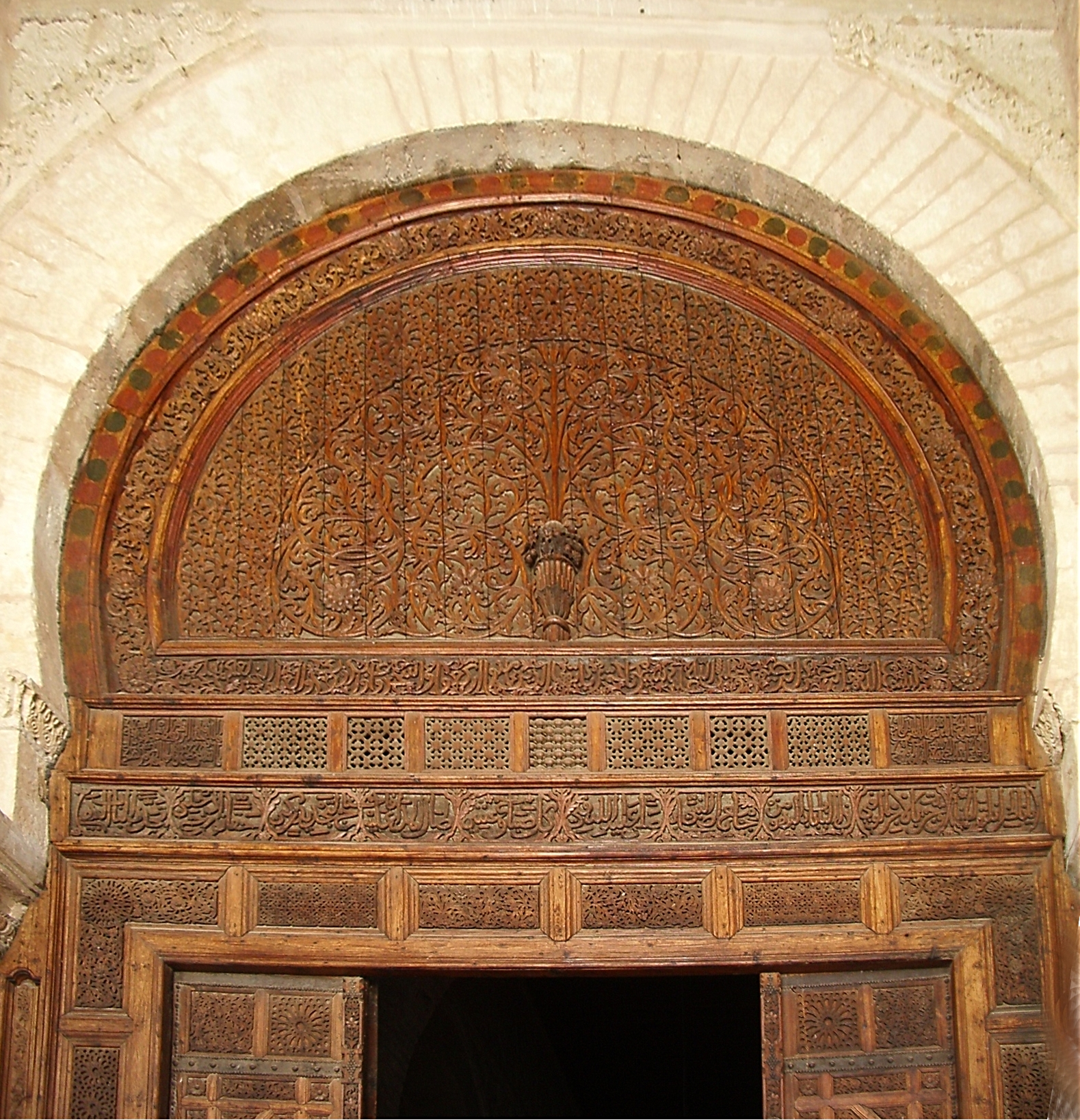
باب محلى بالنقش من أبواب بيت الصلاة
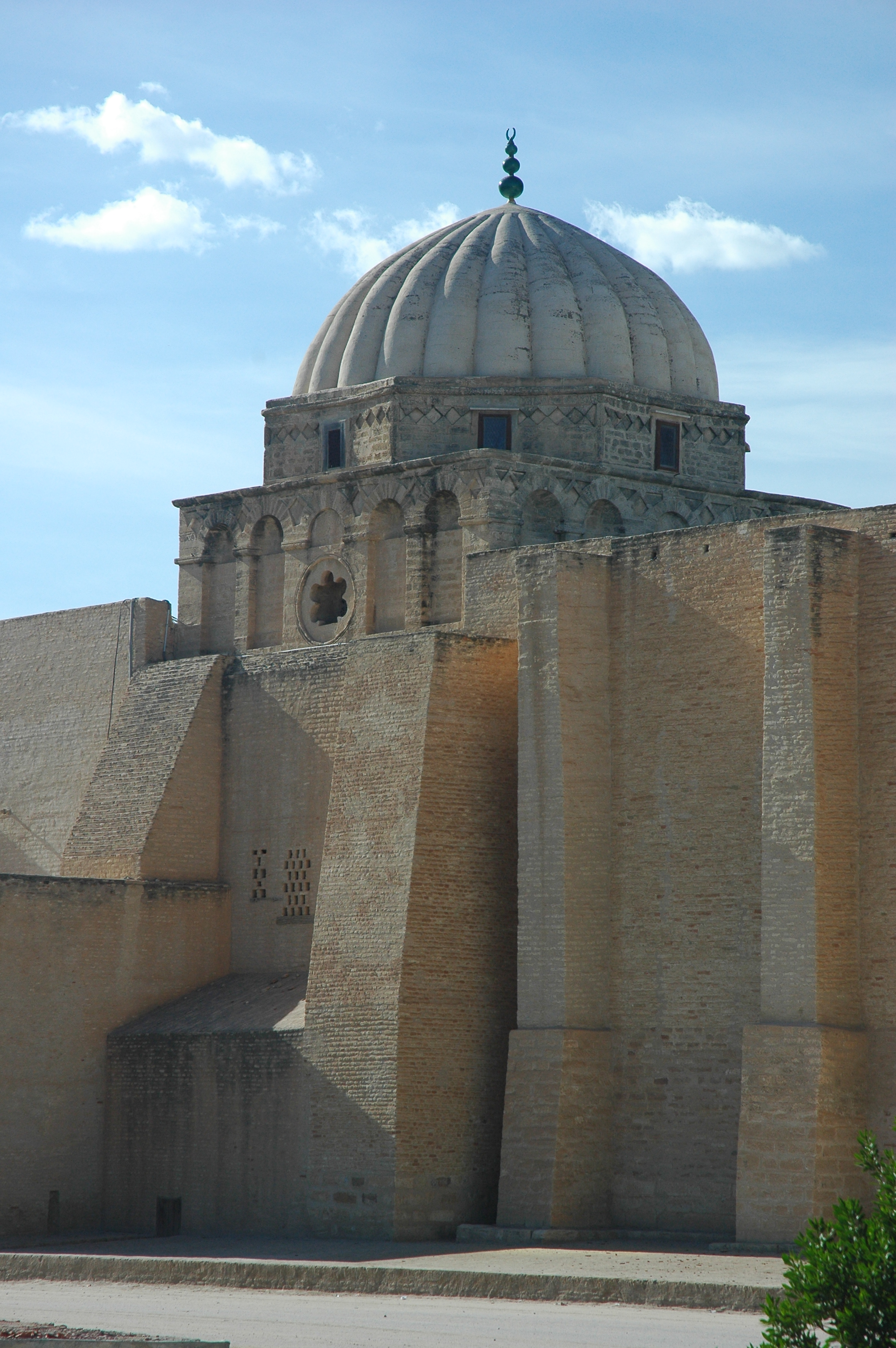
القبة التي تعلو المحراب
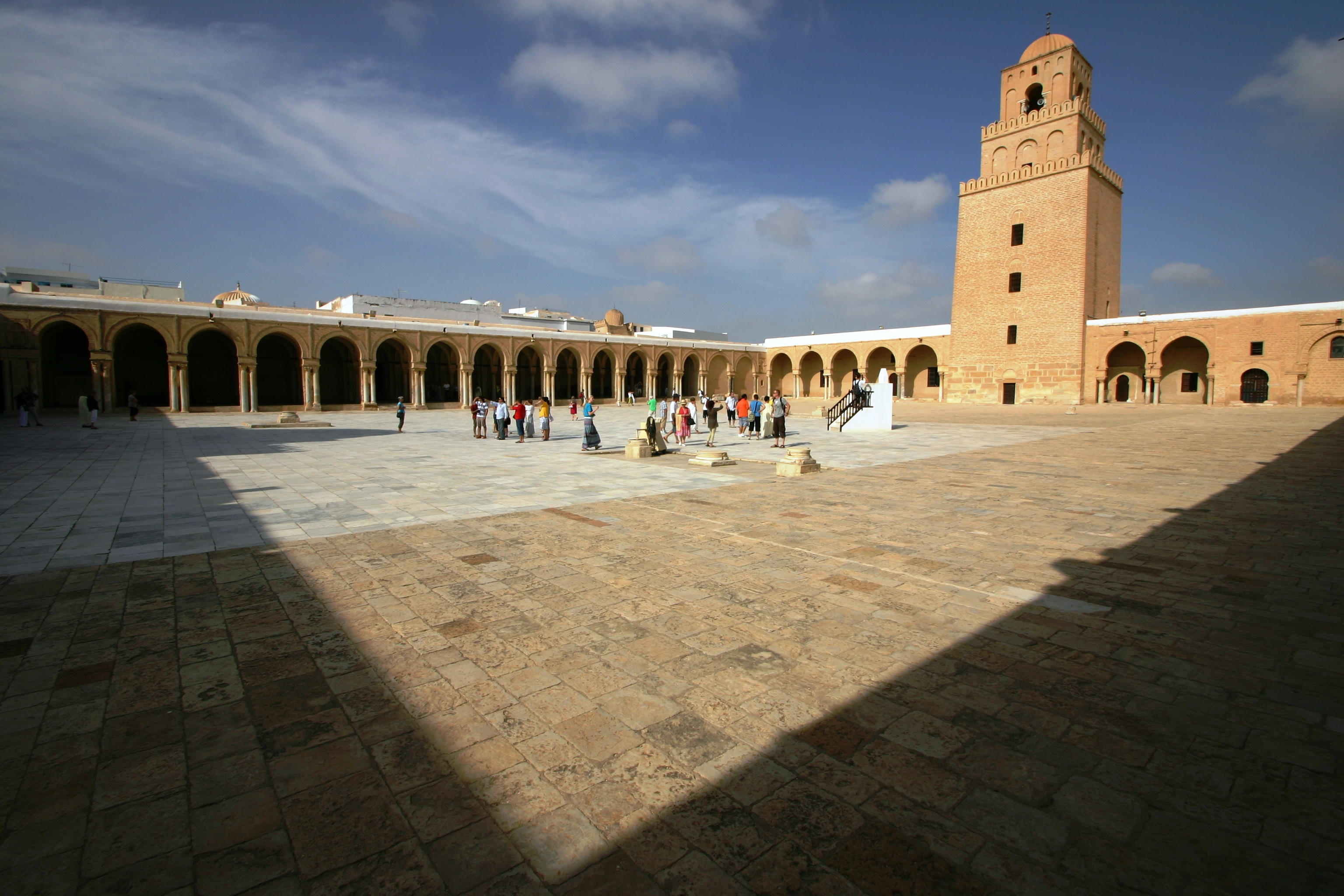
الصحن والرواقين الشمالي (الذي تتوسطه المئذنة) والغربي
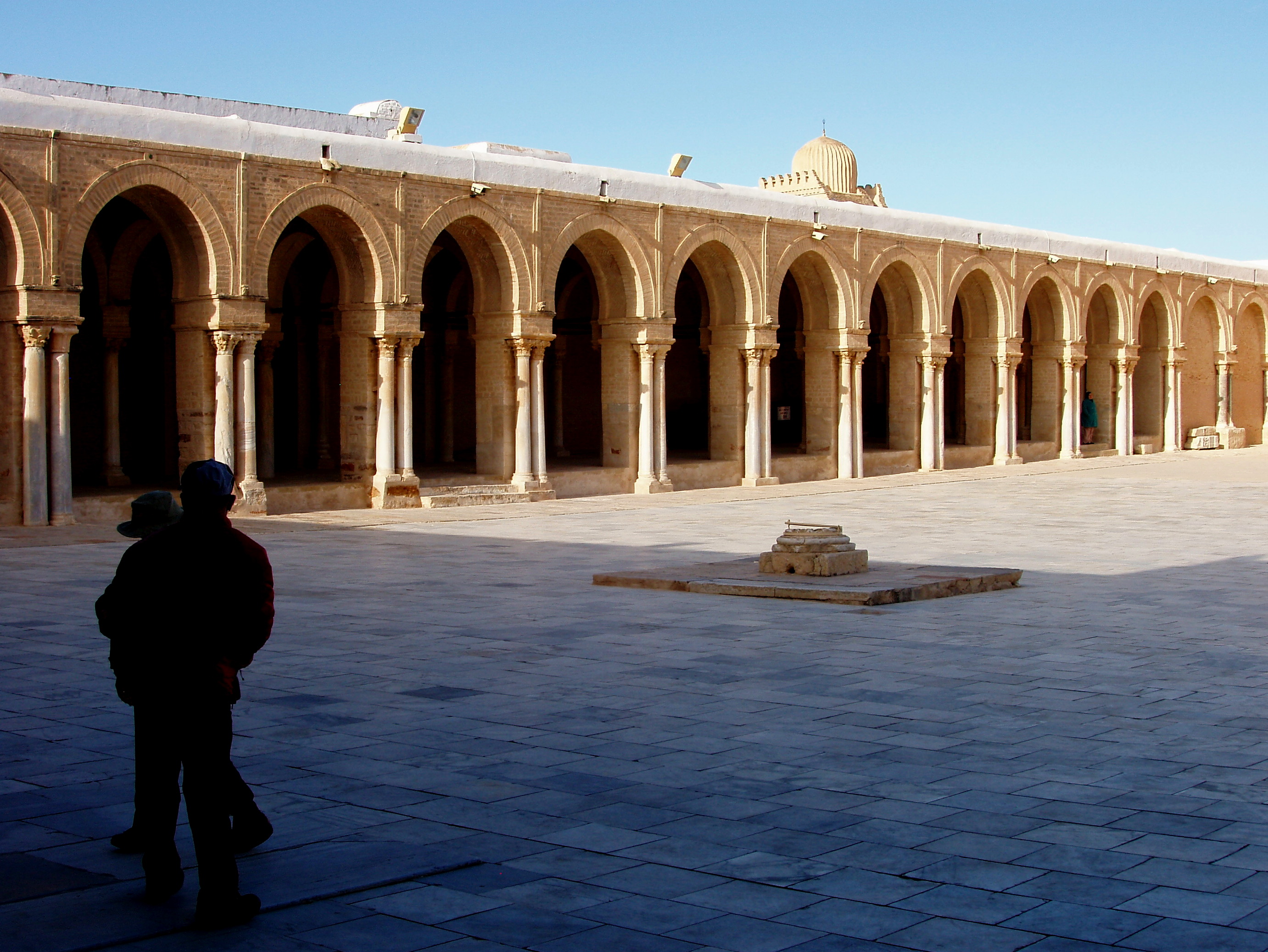
أحد الأروقة المحيطة بصحن المسجد
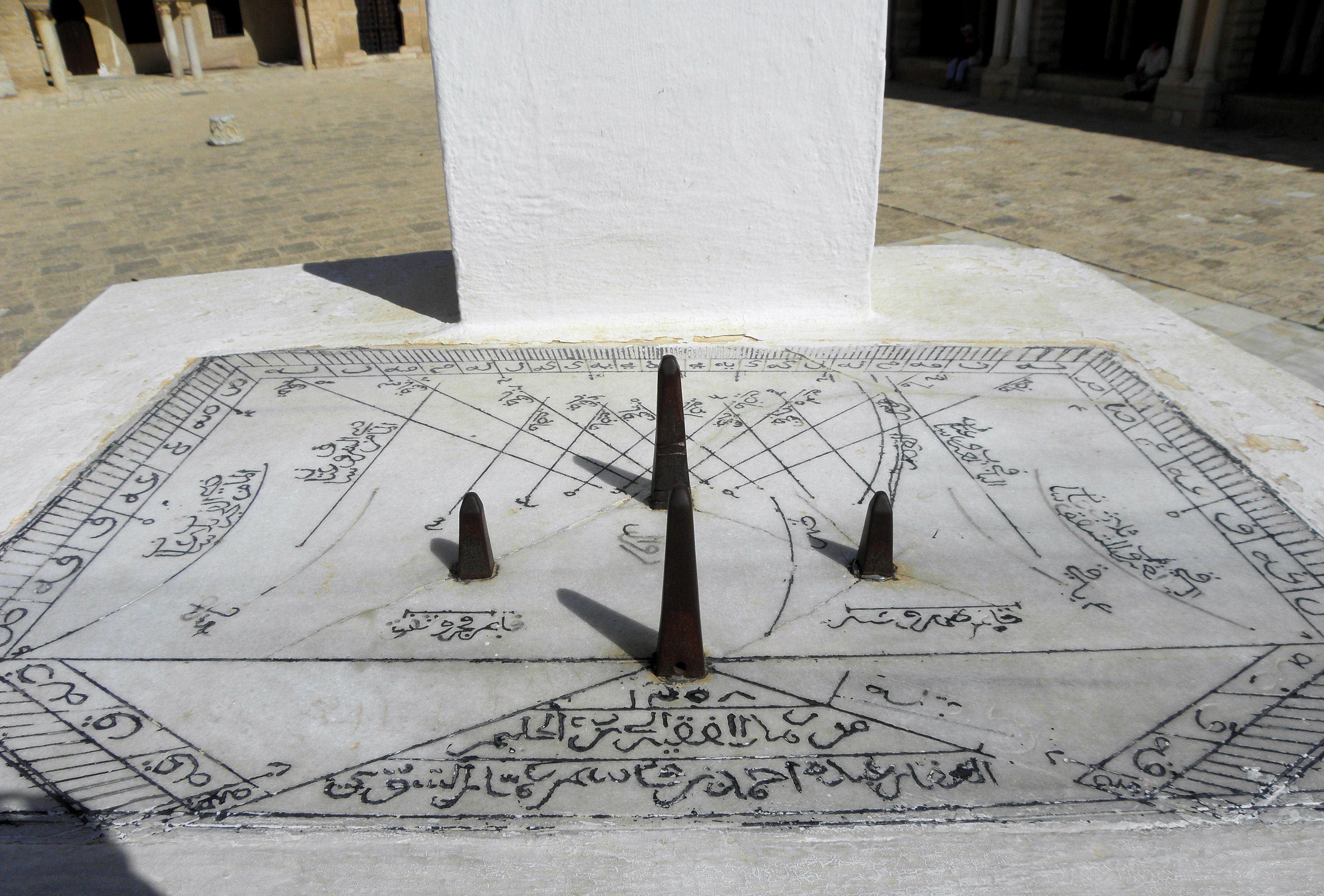
ساعة شمسية في صحن المسجد
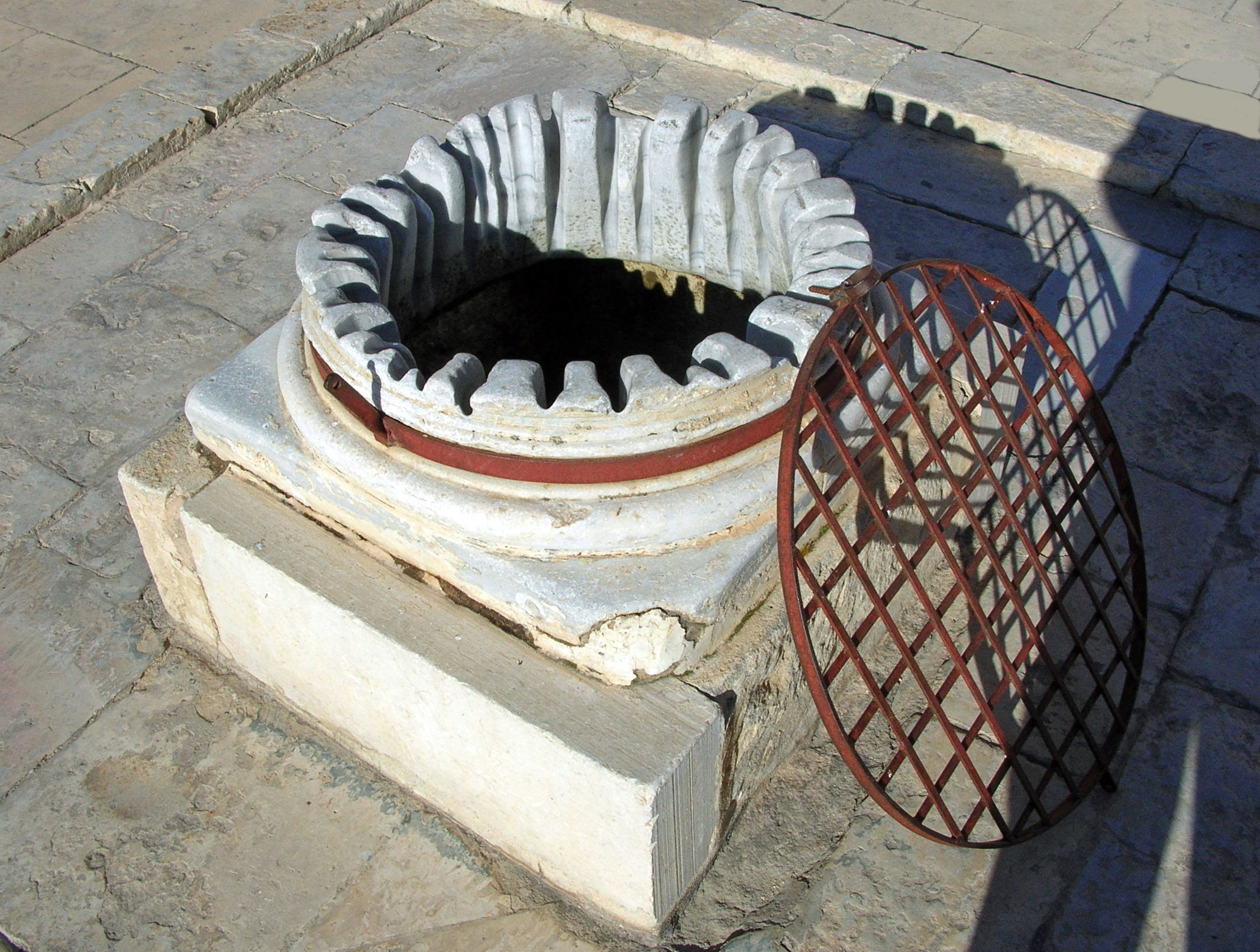
أحد الآبار المتواجدة في صحن المسجد
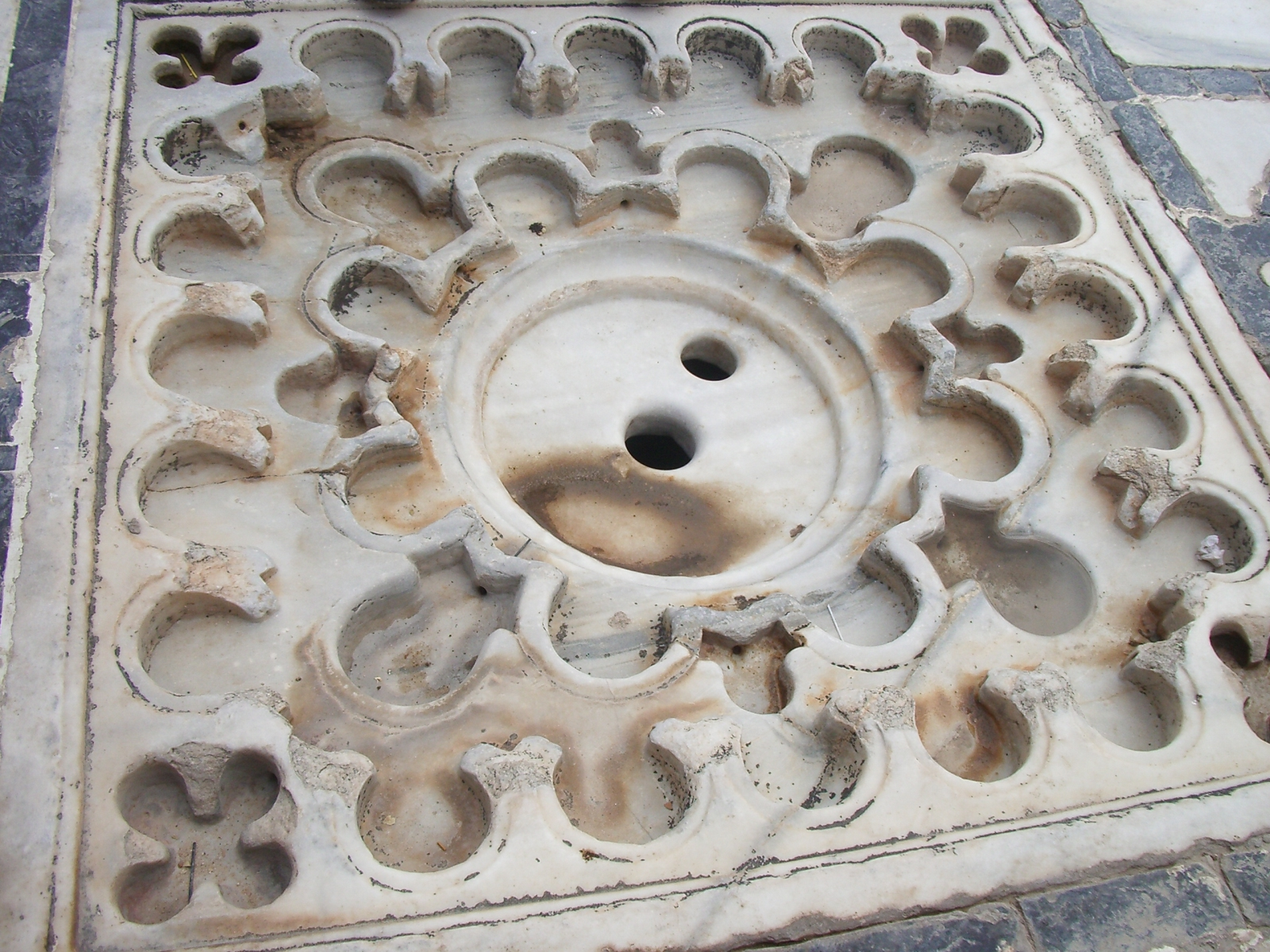
مصفاة من الرخام المنحوت في الصحن (لتصفية مياه الأمطار)
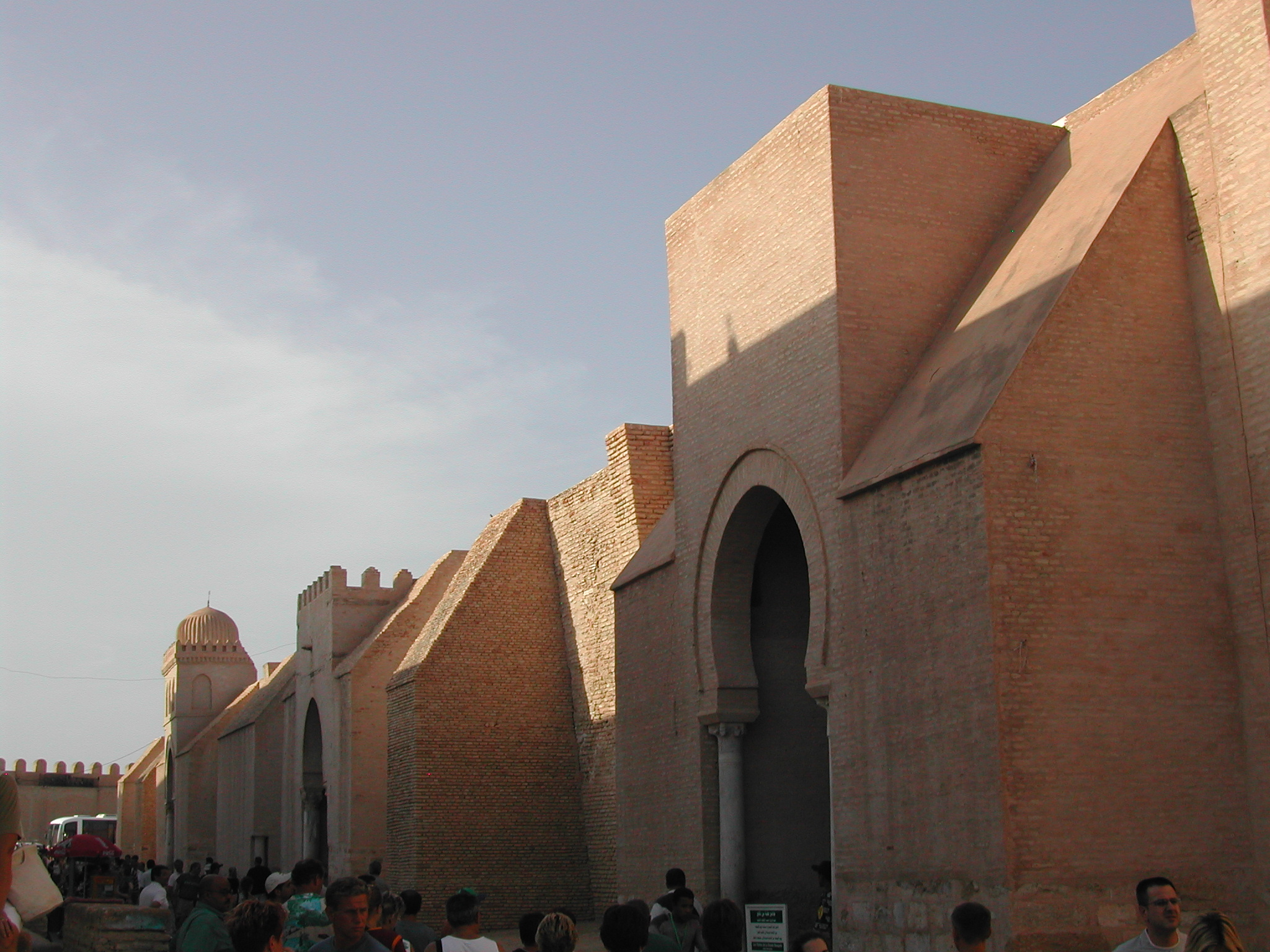
الحائط الخارجي من الجهة الغربية
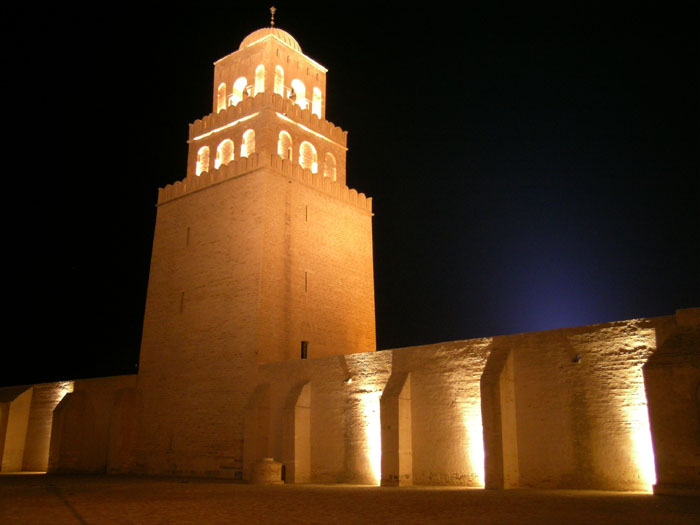
الصومعة ليلا

## مقالات ذات صلة
- قائمة مساجد تونس